# 메드웨이 습격
1667년 6월 제2차 영국-네덜란드 전쟁 중 메드웨이 습격(영어: Raid on the Medway)은 네덜란드 해군이 켄트주 채텀 해군 공창과 질링엄 앞바다의 함대 정박지에 정박 중이던 영국 왕실의 전열함에 대해 성공적으로 감행한 공격이었다. 당시 업노어성 요새와 "질링엄 라인"이라는 방어 사슬이 영국 선박을 보호하고 있었다.
빌럼 요제프 판 겐트와 부제독 미힐 더 라위터르의 명목상 지휘 아래 네덜란드군은 며칠에 걸쳐 시어니스 마을을 포격하고 점령한 후, 템스 강어귀를 따라 그레이브젠드까지 항해했으며, 다시 메드웨이강으로 진입하여 채텀과 질링엄에 이르렀다. 그곳에서 그들은 요새와 포격전을 벌여 3척의 주력함과 10척의 전열함을 불태우거나 나포했고, 영국 함대의 기함인 HMS 로열 찰스를 나포하여 끌고 갔는데, 이 배의 선미는 아직도 암스테르담 국립미술관에 전시되어 있다.
정치적으로 이 습격은 찰스 2세의 전쟁 계획에 재앙이었다. 이는 전쟁의 빠른 종결과 네덜란드에게 유리한 평화로 이어졌다. 이것은 영국 왕립 해군 역사상 최악의 패배 중 하나이자 영국군이 겪었던 최악의 패배 중 하나였다. 호레이스 조지 프랭크스는 이를 "본국 수역에서 겪었던 가장 심각한 패배"라고 불렀다.

## 서론
1667년 찰스 2세의 활동 함대는 최근 지출 제한으로 인해 축소된 상태였고, 남아 있는 "대형 선박"들은 정박되어 있었다. 네덜란드군은 이 기회를 이용하여 영국을 공격했다. 그들은 4일 해전 이후 1666년에 그러한 공격에 대한 초기 계획을 세웠지만, 성 제임스 데이 해전에서의 패배로 인해 실행할 수 없었다. 이 계획의 배후에는 네덜란드의 주요 정치인인 대연금관 요한 더빗이 있었다. 그의 형제인 코르넬리스 더빗이 함대에 동행하여 감독했다. 평화 협상은 3월부터 브레다에서 진행 중이었지만, 찰스는 프랑스의 비밀 지원을 통해 자신의 위치를 개선하기를 바라며 평화 조약 체결을 미루고 있었다. 이러한 가정에 따라 더빗은 분명한 승리로 전쟁을 조속히 끝내는 것이 네덜란드 공화국에게 더 유리한 해결책을 보장할 것이라고 생각했다. 대부분의 네덜란드 기함 지휘관들은 템스 강어귀의 위험한 모래톱을 우려하며 이 대담한 공격의 실현 가능성에 대해 강한 의구심을 가졌지만, 그럼에도 불구하고 명령에 복종했다. 네덜란드군은 영국을 배신한 두 명의 영국 도선사를 이용했는데, 한 명은 비국교도 로버트 홀랜드였고, 다른 한 명은 영국 법률을 피해 도피한 밀수꾼이었다.

## 습격

### 네덜란드의 접근
5월 17일, 더 라위터르의 로테르담 해군본부 전대가 텍셀로 항해하여 암스테르담과 노르더르크바르티어의 전대에 합류했다. 네덜란드 공화국에서는 징집이 금지되어 있었기 때문에 프리슬란트 전대가 아직 준비되지 않았다는 소식을 듣고, 그는 네덜란드 해안의 스쿠네펠트로 떠나 제이랜드 전대에 합류했는데, 그 전대도 비슷한 문제로 어려움을 겪고 있었다. 더 라위터르는 6월 4일 (영국이 사용하던 구력이며, 당시 네덜란드는 공식적으로 신력을 사용하고 있었다) 동풍이 불자 프리깃 또는 전열함 62척, 경선박 15척, 화선 12척을 이끌고 템스강으로 출발했다. 함대는 세 개 전대로 재편성되었다. 첫 번째 전대는 더 라위터르 자신이 지휘했으며, 부제독으로는 요한 더 리프데와 후방제독 얀 얀서 판 네스가 있었다. 두 번째 전대는 부제독 아르트 얀서 판 네스가 지휘했으며, 부제독으로 에노 되데스 스타르와 후방제독 빌럼 판 데르 잔이 있었다. 세 번째 전대는 부제독 빌럼 요제프 판 겐트 남작이 지휘했으며, 부지휘관으로는 부제독 얀 판 메펠과 부제독 이삭 스비어스 및 폴케르트 스크람, 그리고 후방제독 다비트 플루흐와 얀 히데온스 판 페르뷔르흐가 있었다. 따라서 세 번째 전대는 사실상 두 번째 지휘관 그룹을 가졌다. 이는 이들을 도착 시 편성될 특별 프리깃 상륙 부대의 기함 지휘관으로 활용하기 위한 것이었으며, 이 부대는 대령이자 부제독인 판 겐트가 프리깃 아가사호를 이끌었다. 판 겐트 남작은 사실상 원정의 실제 지휘관이었으며, 모든 작전 계획을 수립했는데, 그는 과거 네덜란드 해병대 (수륙 양용 작전에 특화된 역사상 최초의 부대)의 지휘관이었고, 현재는 영국인 대령 토마스 돌먼이 이끌고 있었다.

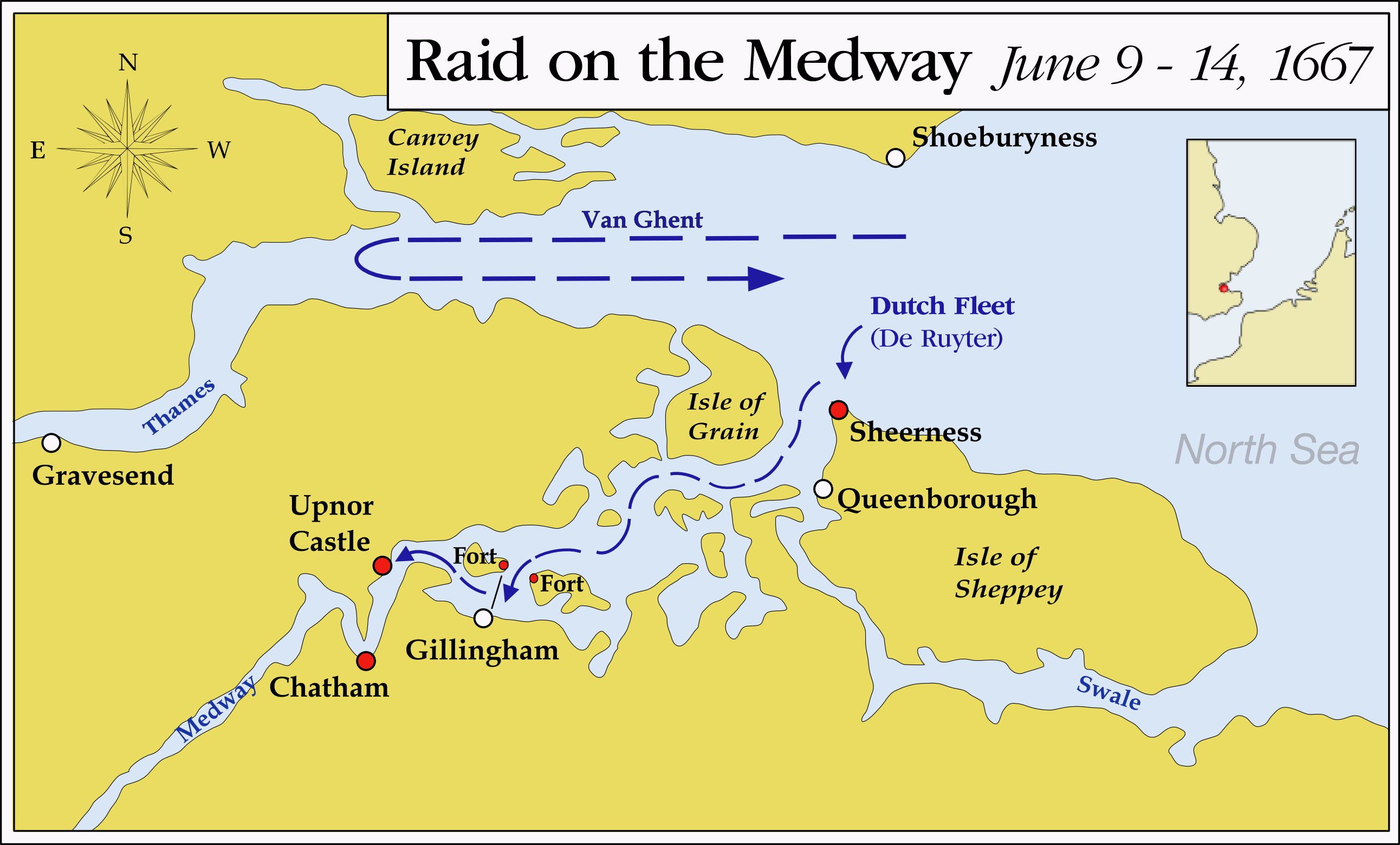
사건을 보여주는 지도

6월 6일, 안개가 걷히면서 템스강 어귀로 진입하는 네덜란드 기동부대가 드러났다. 6월 7일, 네덜란드 의회가 5월 20일에 작성한 비밀 지시를 코르넬리스 더빗이 모든 지휘관 앞에서 공개했다. 너무나 많은 반대가 있었고, 더 라위터르의 유일한 실질적인 기여는 "bevelen zijn bevelen" ("명령은 명령이다")뿐이었다. 그래서 코르넬리스는 밤늦게 자신의 선실로 물러난 후, 일일 보고서에 자신이 전혀 복종할 것이라고 확신하지 못한다고 썼다. 그러나 다음 날, 대부분의 장교들이 모험에 다소 열정적이라는 것이 밝혀졌다. 그들은 단지 모든 일이 재앙으로 끝날 경우 정치인들을 비난할 수 있도록 공식적으로 전문적인 의견을 제시했을 뿐이었다. 그날, 템스강 상류 런던 방향에서 목격된 20척의 영국 상선 함대를 나포하려는 시도가 있었지만, 이 배들이 그레이브젠드 너머 서쪽으로 도주하면서 실패했다.
이 공격은 영국군을 방심하게 만들었다. 광범위한 영국 첩보망으로부터 충분한 경고가 있었음에도 불구하고, 그러한 사태에 대한 심각한 준비는 이루어지지 않았다. 대부분의 프리깃함은 하위치와 스코틀랜드에 전대로 모여 있었고, 런던 지역은 소수의 활동 중인 함선들만으로 방어되고 있었는데, 이들 대부분은 전쟁 초기에 네덜란드로부터 나포한 전리품이었다. 추가적인 경제 조치로, 3월 24일 요크 공작은 대부분의 나포선 승무원들을 해고하도록 명령하여 메드웨이에는 단 세 척의 경비함만 남겨두었다. 보상으로 그 중 한 척인 프리깃 유니티 (이전 엔드라흐트호로, 1665년에 사략선 코르넬리스 에버르트선 젊은이로부터 네덜란드에서 처음 나포된 배)의 승무원 수가 40명에서 60명으로 늘어났다. 또한 화선의 수도 1척에서 3척으로 증가했다. 추가로 30척의 대형 슬루프가 비상시 어떤 배든 안전하게 옮길 수 있도록 준비되어야 했다. 윌리엄 코번트리 경은 런던 근처에 네덜란드군이 상륙할 가능성은 매우 낮다고 선언했다. 기껏해야 네덜란드군이 사기를 북돋기 위해 하위치와 같은 중간 크기의 노출된 목표물에 상징적인 공격을 감행할 것이므로, 이 지역은 봄에 강력하게 요새화되었다. 대부분의 책임 있는 당국이 먼저 조율하지 않고 서둘러 명령을 내렸기 때문에 명확한 지휘 체계가 없었다.
그 결과, 많은 혼란이 있었다. 찰스는 직접 사태를 통제하지 않고, 주로 다른 사람들의 의견에 따랐다. 영국군의 사기는 낮았다. 몇 달 또는 심지어 몇 년 동안 급여를 받지 못했기 때문에, 대부분의 선원과 병사들은 목숨을 걸고 싸우는 데 열의가 없었다. 잉글랜드에는 소규모의 군대만이 있었고, 네덜란드의 의도가 불분명했기 때문에 이용 가능한 소수의 부대들은 분산되어 있었다. 이는 네덜란드군이 채텀에 도달하는 데 약 5일이 걸렸음에도 불구하고 효과적인 대응 조치가 취해지지 않은 이유를 설명해 준다. 그들은 사주 (지형)를 천천히 통과하며 더 무거운 선박들을 엄호 부대로 뒤에 남겨두고 있었다. 그들은 조류가 유리할 때만 이동할 수 있었다.

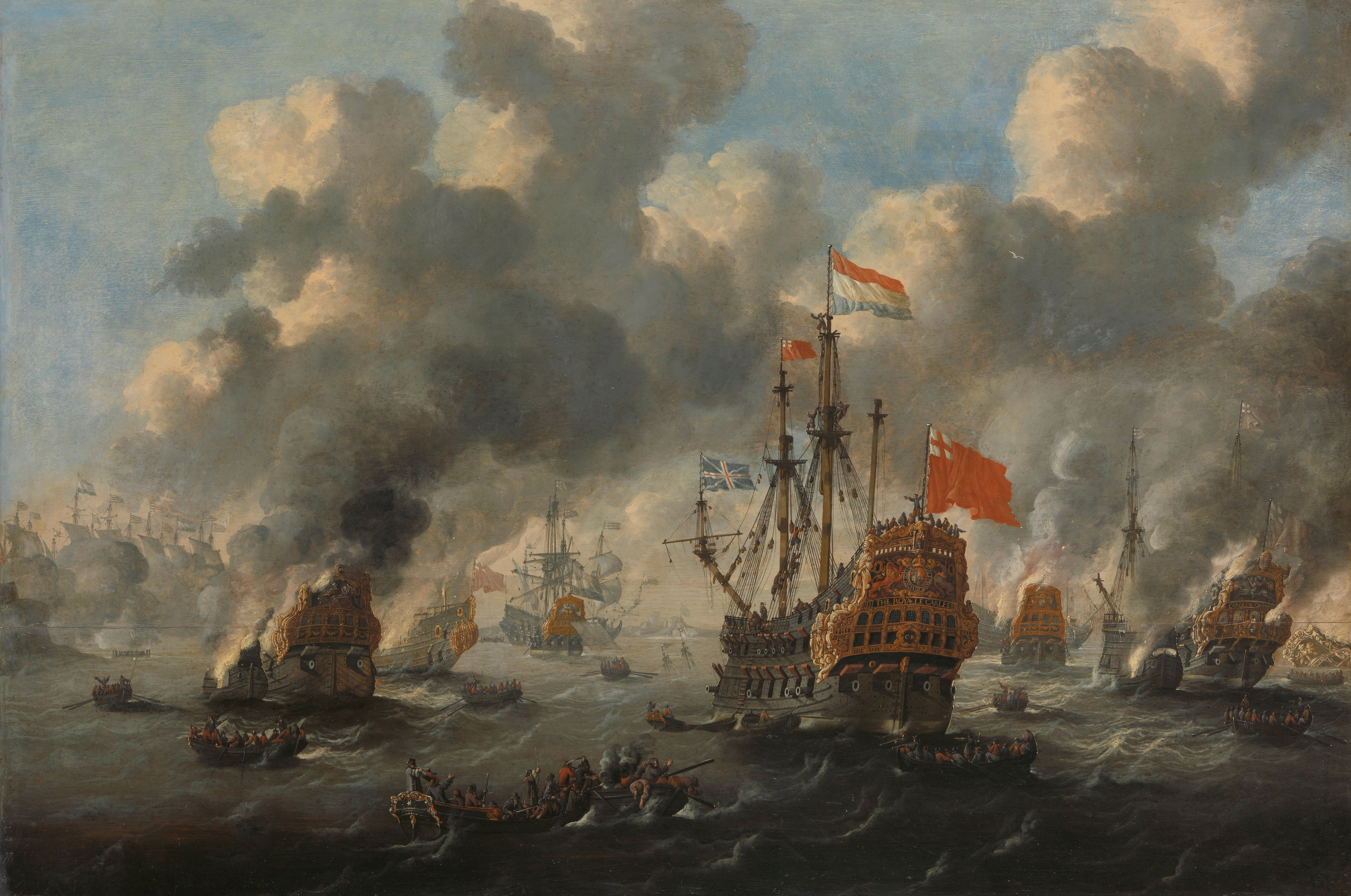
1667년 6월 20일 채텀 앞바다의 영국 함대가 불타는 모습, 아마도 빌럼 판 더 벨데 더 용어가 그린 것으로 추정된다

6월 6일 채텀 해군 공창에서 경보가 울린 후, 집정관 피터 펫은 6월 9일 오후 늦게까지 더 이상의 조치를 취하지 않은 것으로 보인다. 그날 오후 늦게 시어니스 앞바다 템스강에서 약 30척의 네덜란드 함대가 목격되었다. 이 시점에서 집정관은 즉시 해군성에 도움을 요청하며, 자신이 필요하다고 생각하는 해군 고위 관리들의 도움과 조언이 없음을 한탄하는 비관적인 메시지를 해군위원회에 보냈다. 그 30척의 함선은 판 겐트의 프리깃 전대였다. 네덜란드 함대는 약 1,000명의 해병대를 태우고 에식스주의 캔베이섬과 그 반대편 켄트주의 시어니스에 상륙 부대를 파견했다. 이 병사들은 코르넬리스 더빗으로부터 약탈하지 말라는 엄격한 명령을 받았는데, 이는 네덜란드군이 1666년 8월 홀름스의 불놀이 때 테르스헬링을 약탈했던 영국군을 부끄럽게 만들고 싶었기 때문이었다. 그럼에도 불구하고 얀 판 브라컬 대위의 승무원들은 자신들을 통제하지 못했다. 그들은 영국 민병대에 의해 쫓겨났고, 네덜란드 함대로 돌아오자마자 심한 처벌을 받을 위협에 처했다. 판 브라컬은 처벌을 피하기 위해 다음 날 공격을 이끌겠다고 자원했다.
찰스는 6월 8일 옥스퍼드 백작에게 런던 주변의 모든 주 민병대를 동원하도록 명령했다. 또한 모든 가용한 바지선을 사용하여 하부 템스강에 함선 다리를 놓아 영국 기병대가 한쪽 강둑에서 다른 쪽 강둑으로 신속하게 위치를 전환할 수 있도록 해야 했다. 부제독 에드워드 스프래그 경은 6월 9일 네덜란드 습격대가 그레인섬 (켄트주 메드웨이 강과 템스 강이 만나는 반도)에 상륙했다는 것을 알게 되었다. 반대편 시어니스 주둔지의 총사들이 조사하러 파견되었다.
6월 10일 오후가 되어서야 찰스는 앨버말 공작 조지 멍크 제독에게 채텀으로 가서 사태를 맡도록 지시했고, 3일이 지나서야 루퍼트 왕자에게 울리치 방어를 조직하라고 명령했다. 앨버말은 먼저 그레이브젠드로 갔는데, 그곳과 틸버리에 총이 몇 정밖에 없어 템스강으로의 네덜란드군 진격을 막기에는 너무 적다는 것을 알고 실망했다. 그러한 재앙을 막기 위해 그는 수도에서 동원 가능한 모든 포병대를 그레이브젠드에 배치하도록 명령했다. 6월 11일 (구력) 그는 공격에 잘 대비되어 있을 것이라고 예상하고 채텀으로 갔다. 해군 위원회 위원 두 명인 존 메네스 경과 헨리 브룬커 경은 이미 같은 날 그곳으로 출발했다. 그러나 앨버말이 도착했을 때, 그는 예상했던 800명의 조선소 인력 중 12명만을 발견했고, 이들은 공황 상태에 있었다. 30척의 슬루프 중 10척만이 있었고, 나머지 20척은 펫의 선박 모형과 같은 여러 관리들의 개인 소유물을 대피시키는 데 사용되었다. 탄약이나 화약은 없었고, 메드웨이 강을 가로지르는 6인치 두께의 철제 사슬인 항해 방벽은 아직 포대로 보호되지 않았다. 이 사슬 시스템은 잉글랜드 내전 동안 왕당파 함대의 공격을 격퇴하기 위해 건설되었으며, 가장 오래된 것은 1585년으로 거슬러 올라가는 이전 버전을 대체한 것이었다. 앨버말은 즉시 포병대를 그레이브젠드에서 채텀으로 옮기도록 명령했는데, 이는 하루가 걸리는 일이었다.

### 공격

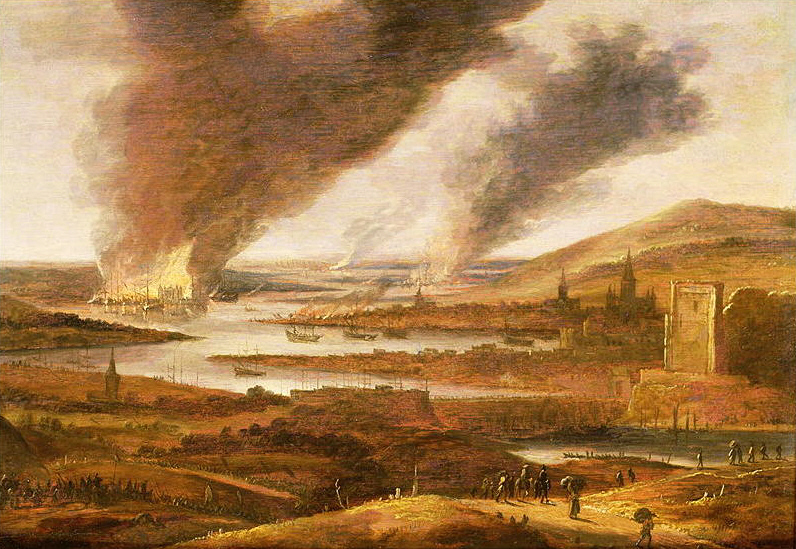
빌렘 셸링크스의 습격 그림. 남쪽에서 본 풍경이다. 왼쪽에는 업노어 성이 불꽃에 실루엣으로 나타나 있고, 강 건너편 전방에는 채텀의 불타는 해군 공창이 보인다. 북쪽에는 사슬 근처의 대화재가 보이고, 지평선에는 시어니스 요새의 폐허가 여전히 연기를 뿜고 있다.

네덜란드 함대는 6월 10일 셰피섬에 도착하여 미완성된 개리슨 포인트 요새를 공격했다. 얀 판 브라컬 대위는 평화호(Vrede)를 타고 다른 두 척의 군함과 함께 요새에 최대한 가까이 다가가 포격을 가했다. 에드워드 스프래그 경은 메드웨이에 정박 중인 함선과 시어니스 근해의 함선들을 지휘하고 있었지만, 네덜란드에 맞서 방어할 수 있는 유일한 함선은 요새 앞에 주둔하고 있던 프리깃 유니티호뿐이었다.
유니티는 개리슨 포인트에 있던 다수의 케치와 화선, 그리고 급히 배치된 16문의 대포가 있는 요새의 지원을 받았다. 유니티는 한 차례 일제사격을 가했지만, 네덜란드 화선의 공격을 받자 메드웨이 강 상류로 철수했고, 영국 화선과 케치들도 뒤따랐다. 네덜란드군은 요새에 발포했고, 두 명이 피격되었다. 이어서 외과 의사가 없다는 사실이 드러났고, 스코틀랜드 주둔군 병사들 대부분이 탈영했다. 7명은 남았지만, 약 800명의 네덜란드 해병대가 약 1마일 떨어진 곳에 상륙하자 그들의 위치는 버틸 수 없게 되었다. 시어니스를 이렇게 잃고, 대포는 네덜란드군에 의해 나포되고 건물은 폭파되자, 스프래그는 자신의 요트 헨리에타호를 타고 채텀으로 강을 거슬러 올라갔다. 많은 장교들이 그곳에 모여 있었다. 스프래그 자신도 있었고, 다음 날에는 멍크와 여러 해군 위원회 인사들도 있었다. 모두 서로의 명령을 무시하는 명령을 내렸기 때문에 극심한 혼란이 지배했다.
포병대가 곧 도착하지 않을 것이므로, 멍크는 11일에 기병대 한 부대와 보병대 한 중대를 업노어성에 증원하라고 명령했다. 강 방어는 폐선을 침몰시키고 강을 가로지르는 사슬을 경포대로 방어하면서 급히 이루어졌다. 펫은 사슬 앞에 있는 머슬뱅크 수로를 막기 위해 여러 대형 및 소형 선박을 침몰시키자고 제안했다. 이로 인해 대형 골든 피닉스호와 스웨덴의 집호(이전 VOC 선박 귈덴 페닉스와 하위스 판 스비텐) 그리고 웰컴호와 레스터호가 침몰했고, 소형 콘스턴트 존호, 유니콘호, 존 앤 사라호도 침몰했다. 스프래그가 펫의 보장에도 불구하고 직접 두 번째 수로의 깊이를 측정한 결과 이것으로는 불충분하다는 것이 드러나자, 바베이도스 머천트호, 돌핀호, 에드워드 앤 이브호, 하인드호, 포춘호가 추가로 침몰되었다. 이를 위해 원래 군함을 보호하기 위해 투입될 인원들이 사용되었으므로, 가장 가치 있는 선박들은 기본적으로 승무원이 없는 상태였다. 이 폐선들은 다소 동쪽에 위치하여 업처치–스토크 선상에 있었고, 포격의 엄호를 받을 수 없었다. 멍크는 또한 질링엄에서 사슬을 돌파할 경우 네덜란드군에게 또 다른 장벽이 될 수 있도록 업노어성 근처의 업노어 리치에도 폐선을 침몰시키기로 결정했다. 강을 가로질러 설치된 방어 사슬은 가장 낮은 지점에서 무게 때문에 구간 사이의 물 밑으로 거의 9피트(약 3미터) 깊이에 놓여 있어 가벼운 선박은 여전히 통과할 수 있었다. 해안에 더 가깝게 구간을 배치하여 사슬을 들어 올리려는 시도가 있었다.
찰스 5세와 마티아스 (이전 네덜란드 상선 카롤루스 퀸투스와 겔데르스헤 라위터)의 위치는 사슬 바로 위에 배치되어 사슬에 측면 포격을 가할 수 있도록 조정되었다. 몬머스도 사슬 위에 정박되어 찰스 5세와 마티아스 사이의 공간에 포격을 가할 수 있도록 배치되었다. 프리깃 마마듀크와 노르웨이 머천트호는 사슬 위에 침몰했다. 대형 산타 마리아호(이전 VOC 선박 슬로트 판 호닝겐, 대포 70문)는 같은 목적으로 이동 중 난파되었다. 펫은 또한 멍크에게 로열 찰스호가 강 상류로 이동해야 한다고 알렸다. 그는 3월 27일 요크 공작으로부터 이를 명령받았지만 아직 이행하지 않았다. 멍크는 처음에는 소수의 슬루프를 공급품 이동에 필요하다고 하여 제공을 거부했다. 마침내 마티아스호의 선장이 기꺼이 돕겠다고 하자, 펫은 자신이 폐선 침몰 작업을 하느라 바쁘고, 어차피 그러한 위험을 감수할 용기 있는 도선사를 찾을 수 없으므로 너무 늦었다고 답했다. 한편, 가장 먼저 도착한 네덜란드 프리깃함들은 이미 에드워드 앤 이브호를 옮기기 시작하여 밤이 되자마자 수로를 확보했다.

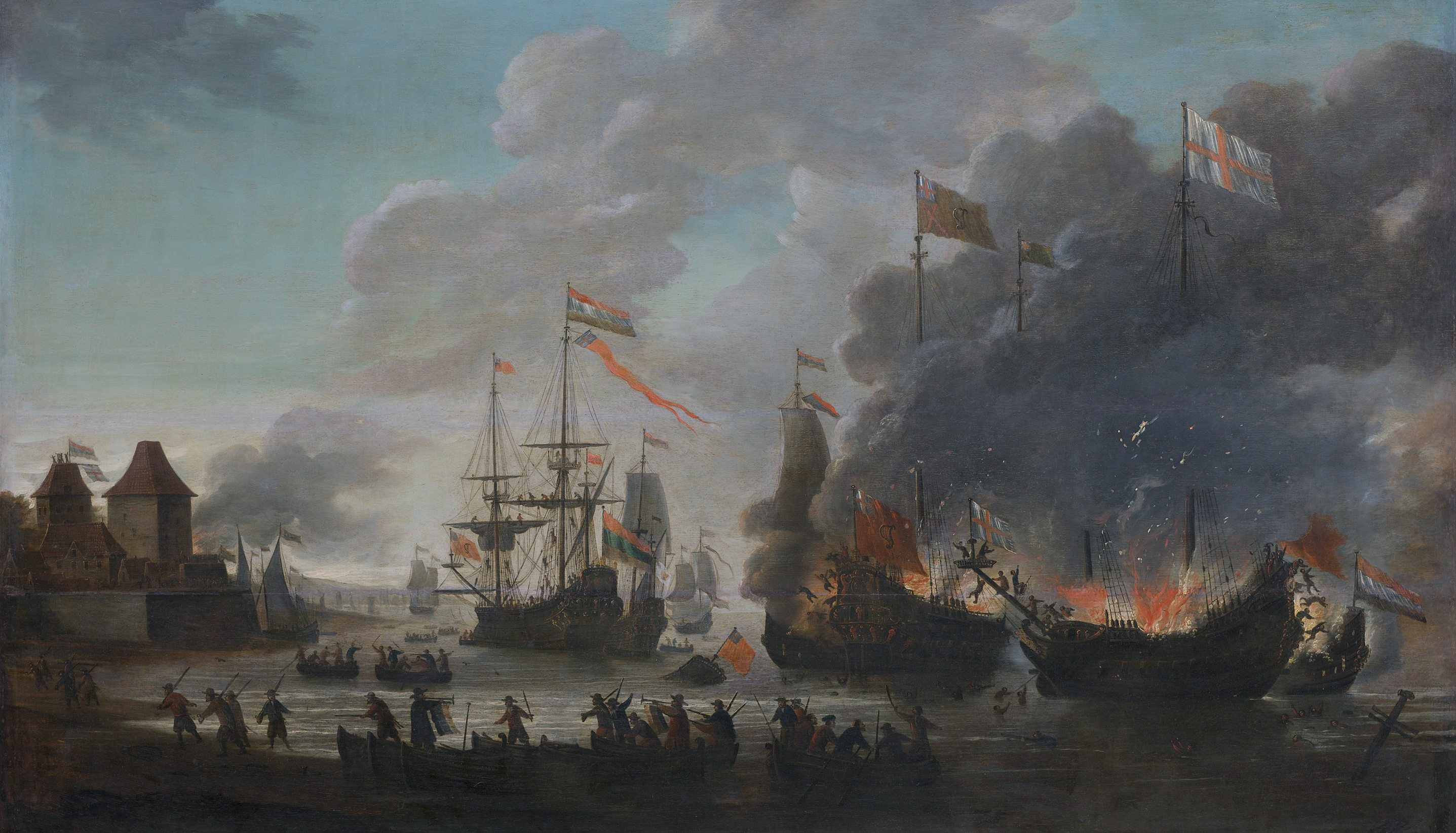
얀 판 레이덴의 "불타는 영국 선박들". 질링엄 근처의 사건이 그려져 있다: 가운데 로열 찰스호가 나포되었고, 오른쪽에 프로 파트리아호와 스히담호가 마티아스호와 찰스 5세호에 불을 질렀다

판 겐트의 전대는 6월 12일 메드웨이 강 상류로 진격하여 사슬 방어선에 있는 영국군 방어 시설을 공격했다. 먼저 유니티호가 판 브라컬에게 공격받아 점령되었다. 이어서 얀 다니엘스 판 라인 사령관 휘하의 화선 프로 파트리아호가 사슬을 뚫고 들어갔다. 네덜란드 목격자 오토 더 푸프트와 17세기 역사가 헤라르트 브란트에 따르면, 사슬은 후방제독 다비트 플루흐가 지휘하는 네덜란드 공병대 상륙 부대가 망치를 사용하여 부수었다. 더 극적인 전통적인 사건의 버전은 요스트 판 덴 본델의 연극에서 유래한다.
다음으로 마티아스호는 불에 타 파괴되었다. 화선 카타리나호와 스히담호가 찰스 5세호(HMS Charles V)를 공격했다. 헨드리크 헨드리크스 사령관 휘하의 카타리나호는 해안 포대에 의해 침몰했지만, 헤릿 안드리서 마크 사령관 휘하의 스히담호가 찰스 5세호에 불을 질렀다. 승무원은 판 브라컬에게 붙잡혔다. 30문의 대포만 실려 있었고 마티아스호가 불타는 것을 본 잔여 승무원에게 버려진 로열 찰스호는 부제독 요한 더 리프데의 기함 선장이던 아일랜드인 토마스 토비아스에게 나포되어 불리한 조류에도 불구하고 네덜란드로 끌려갔다. 이는 배를 약간 기울여 흘수를 낮춤으로써 가능했다. 깃발은 내려졌고, 트럼펫 연주자는 "조안의 플래킷이 찢어졌다"를 연주했다. 몬머스호만 탈출했다. 재앙을 본 멍크는 남아 있는 16척의 전함을 더 상류로 이동시켜 나포되는 것을 막기 위해 침몰시키도록 명령하여, 총 약 30척의 배가 영국군 스스로 침몰시켰다. 앤드루 마벌은 풍자적으로 다음과 같이 썼다.
| “ | 우리 해군 중 아무도 살아남지 못했으리, 배들 스스로 잠수하는 법을 배우지 않았다면. | ” |

6월 13일, 런던까지 이르는 템스강변 전체가 공황 상태에 빠졌고—일부 사람들은 네덜란드군이 됭케르크에서 프랑스군을 수송하여 전면적인 침공을 감행하고 있다는 소문을 퍼뜨렸다—많은 부유한 시민들은 가장 귀중한 소지품을 가지고 도시를 떠났다. 네덜란드군은 화선 델프트, 로테르담, 드라크, 와펜 반 론던, 고우덴 아펠, 프린세스호를 이끌고 채텀 부두로 계속 진격했으며, 업노어성과 세 개의 해안 포대에서 영국군의 포화를 받았다. 다수의 네덜란드 프리깃함들은 영국군의 포격을 제압했으며, 그들 자신도 사망자와 부상자로 약 40명의 사상자를 냈다. 이미 나포를 막기 위해 침몰시켰던 해군 최정예 중형함 세 척이 화재로 소실되었다. 먼저 코르넬리스 야콥스 판 데르 후벤 사령관 휘하의 로테르담호가 로열 런던에 불을 질렀고, 이어서 로열 제임스와 마지막으로 두 척의 화선 공격에도 버텼지만 세 번째 화선에 의해 불탄 로열 오크가 소실되었다. 영국 승무원들은 반쯤 침수된 배들을 대부분 싸우지 않고 버렸는데, 스코틀랜드 보병대 아치볼드 더글라스 육군 대위는 로열 오크를 버리기를 거부하고 불길 속에서 전사한 특이한 예외였다. 몬머스호는 다시 탈출했다. 따라서 이 습격으로 영국군은 남아 있던 75문 이상의 대포를 가진 함선 8척 중 4척을 잃었다. 해군에서 가장 큰 "대형 함선" 4척 중 3척이 소실되었다. 나머지 "대형 함선"인 로열 소버린는 당시 포츠머스에 있었기 때문에 보존되었다. 더 라위터르는 이제 직접 판 겐트의 전대에 합류했다.

## 새뮤얼 피프스의 기록

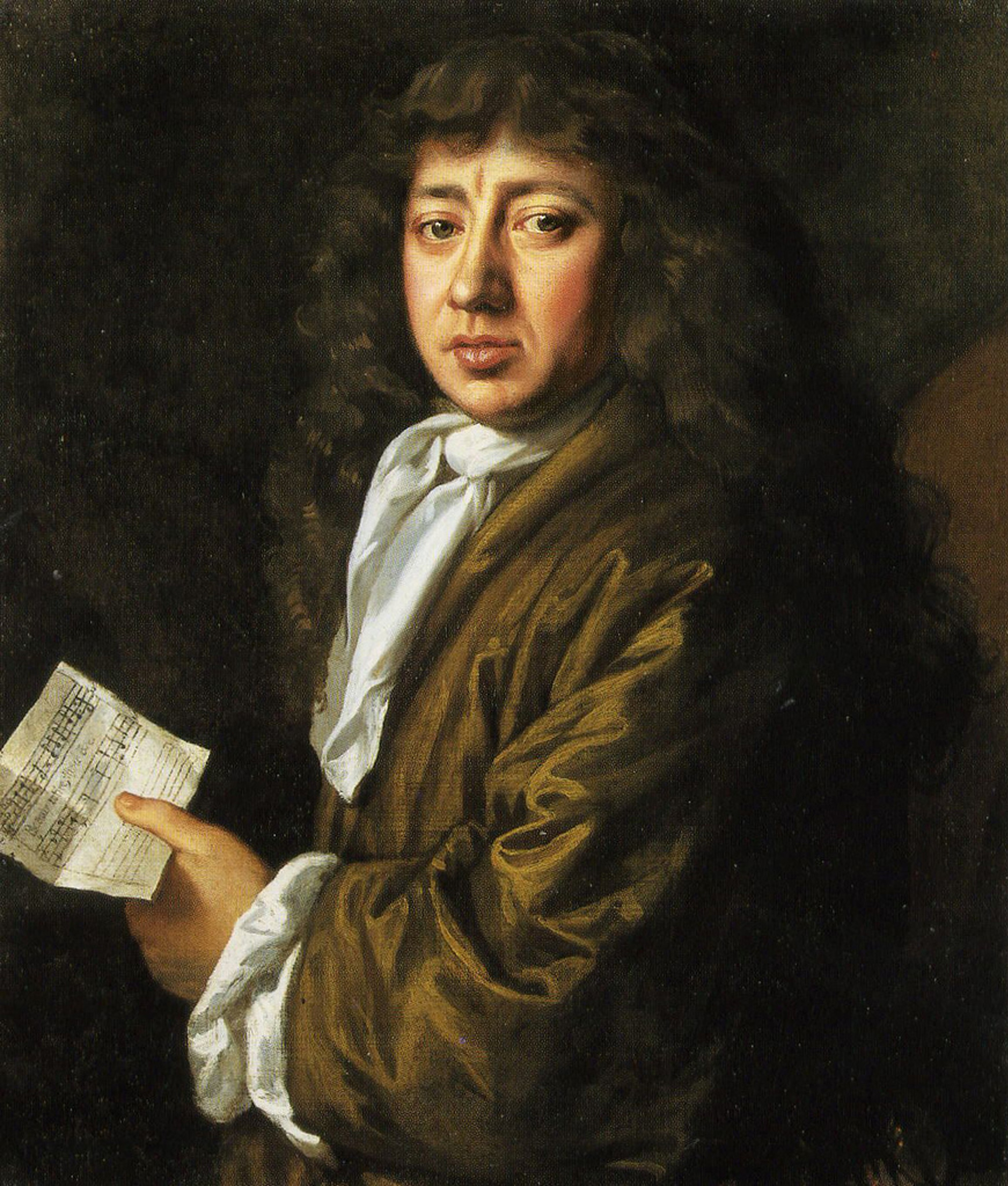
J. 헤일스의 새뮤얼 피프스 초상화

새뮤얼 피프스의 일기는 해군위원회 서기로서 이 습격에 대한 묘사에 자주 인용되는데, 이 시기 정책 결정자들의 태도와 공격의 심리적 영향에 대한 직접적인 정보를 제공하기 때문이다.
피프스는 처음에는 네덜란드군이 런던 지역에 대한 원정을 감행할 엄두를 내지 못할 것이라는 합의를 받아들이는 듯 보인다. 그는 4월 18일에도 다음과 같이 썼다.
(...)그리고 사무실로 가서, 올해 네덜란드군이 함대를 출항시킬 수 없을 뿐만 아니라 프랑스군도 출항하지 않을 것이라는 강력한 소식이 들렸다. 그리고 그[루이 14세]가 네덜란드 대사에게 답하길, 그는 잉글랜드 국왕이 명예로운 평화를 얻는 것을 지지한다고 했다는데, 만약 사실이라면 우리가 한동안 들었던 소식 중 가장 좋은 것이다.
그 순간 더 라위터르는 이미 데 제벤 프로빈시언에 일주일 동안 머물고 있었다. 그럼에도 불구하고, 그는 채텀에서의 준비 상황을 인지하고 있었고, 3월 23일에 다음과 같이 썼다.
아침 내내 사무실에 있었는데, 윌리엄 펜 경이 채텀에서 돌아와 강 메드웨이를 요새화하는 방법을 검토하고 있었다. 말뚝에 사슬을 설치하고, 거기에 함선들을 대포와 함께 배치하여 적군이 와서 우리 함선들을 불태우는 것을 막으려는 것이었다. 이제 우리의 모든 관심은 적의 침략에 대비하여 우리 자신을 요새화하는 데 있었다.
또한 그는 다음 날 회의에 참석하여 자세한 내용을 전달받았다.
그들이 지금 기울이는 모든 노력은 자신들을 요새화하는 것이며, 부끄러워하지 않는다. 잠시 후 알링턴 경이 편지를 들고 들어와 국왕과 요크 공작이 이 문제에 대해 우리와 포병대 장교들에게 지시하는 것을 보았을 때, 그는 우리가 가능한 한 비밀리에 일을 처리하여, 며칠 전 국왕과 요크 공작이 시어니스로 내려간 것이 하를렘 가제트에 실렸던 것처럼 즉시 네덜란드 가제트에 실리지 않도록 해야 한다고 제안했다. 국왕과 요크 공작은 둘 다 웃으며 대수롭지 않게 여겼고, "우리는 안전하게 지내고, 그들이 말하게 내버려두라. 왜냐하면 우리가 요새화하고 있다는 소식을 듣는 것보다 그들을 더 괴롭히거나 그들이 오는 것을 더 막을 수 있는 것은 없기 때문이다."라고 말했다.
6월 3일이 되어서야 피프스는 네덜란드군이 대규모로 출격했다는 것을 깨닫는다.
네덜란드군이 군함 80척과 화선 20척을 이끌고 출항했으며, 프랑스군은 군함 20척과 화선 5척을 이끌고 해협으로 들어왔다. 우리는 그들에게 해를 입힐 배가 한 척도 없으며, 우리 대사들은 브레다에서 협상 중이지만, 우리는 가능한 모든 것을 동원하고 있다. 네덜란드군은 우리를 평화를 구하러 온 자들로 여기고 그에 따라 대우하고 있다. 이 모든 것은 게으른 우리 군주 때문이다. 그가 원한다면 자신이 지휘했던 돈과 병력으로 이 모든 것을 장악할 수 있고, 지금도 사업에 신경 쓴다면 그럴 수 있다.
6월 10일이 되어서야 피프스는 템스강이 목표라는 것을 이해한다. "네덜란드군이 노어까지 올라왔다는 소식이 전해졌다. 그리고 화선에 대한 더 긴급한 명령이 있었다." 다음 날 점점 더 커지는 공황 상태가 나타난다.
일어나자마자 윌리엄 코번트리 경에게서 더 많은 화선에 대한 편지를 받았다. 그래서 윌리엄 배턴 경과 나는 사무실로 갔고, 브룬커가 우리에게 왔다. 그는 지금 막 피터 펫 위원의 요청으로 채텀으로 가고 있었다. 펫은 네덜란드군에 대한 두려움으로 인해 매우 심한 불안 상태였으며, 신과 국왕과 왕국을 위해 도움을 요청했다. 그래서 브룬커는 그레이브젠드에서 존 민스 경과 함께 내려갔다. 오늘 아침 펫은 우리에게 시어니스가 어젯밤 두세 시간의 분쟁 끝에 함락되었다는 소식을 전했다. 적이 그곳을 점령했다. 이는 매우 슬픈 일이며, 채텀에 대한 큰 두려움을 안겨주었다.
12일 아침, 그는 멍크가 취한 조치에 안심한다. "(...)윌리엄 코번트리의 시종을 만났는데, 그의 편지에서 네덜란드군이 시어니스를 점령한 이후 아무 움직임도 없다는 것을 알게 되었다. 그리고 앨버말 공작은 방벽과 사슬이 잘 요새화되어 있어 대형 함선에 대한 어떤 공격에도 모두 안전하다고 썼는데, 이는 내 마음에 큰 기쁨을 주었다."
그러나 이 자신감은 곧 산산조각 난다. "(...)그의 서기 파월이 내게 네덜란드군이 채텀의 사슬을 끊었다는 나쁜 소식이 궁정에 전해졌다고 말했다. 이는 내 심장을 꿰뚫었다. 그리고 사실을 확인하기 위해 화이트홀궁으로 갔는데, 뒷계단을 올라가다 보니 몇몇 하인들이 궁정에 슬픈 소식이 전해졌다고 말하며, 거의 모든 궁정 사람들이 마치 울고 있는 것처럼 보인다고 말하는 것을 들었다(...)."
피프스는 즉시 이것이 찰스 정권의 종말을 의미하며 혁명이 불가피하다는 결론을 내린다. "이제 우리 모두의 심장이 아프다. 네덜란드군이 사슬을 끊고 우리 함선들을 불태웠다는 소식이 사실이며, 특히 '로열 찰스'는 그렇다. 다른 세부 사항은 모르겠지만, 분명히 매우 슬프다. 솔직히 말해서 나는 온 왕국이 망했다고 너무나 두려워서 오늘 밤 아버지와 아내와 함께 내가 가진 돈을 어떻게 해야 할지 고민하기로 결심했다(...)."
13일에 제안된 대응 조치들은 그의 두려움을 더욱 증폭시켜 가족과 재산을 안전한 곳으로 옮기기로 결심하게 만든다.
일어나자마자 로열 찰스가 그들에게 나포되어 지금 그들이 수리 중이라는 슬픈 소식을 들었다. (펫은 우리의 여러 명령에 따라 더 상류로 옮겼어야 했고, 그러지 않았으므로 교수형에 처해져야 한다) 그리고 다른 여러 배들도 나포되었고, 또 다른 함대가 호프(Hope)까지 올라왔다는 것이다. 이 소식에 국왕과 요크 공작은 새벽 4시부터 바킹 크리크와 다른 곳에 배를 침몰시켜 그들이 더 상류로 올라오는 것을 막으라고 명령했다. 이는 나에게 큰 두려움을 안겨주어, 나는 즉시 아버지와 아내를 시골로 보내기로 결심했고, 두 시간의 통보만으로 그들은 오늘 마차를 타고 약 1,300파운드의 금을 밤가방에 넣어 떠났다.
도시 전체가 공황 상태에 빠진다.
(...)오늘날 도시 전체의 사람들이 이토록 낙담한 적은 없었다. 심지어 반역죄에 해당하는 말까지 공개적으로 하고 있었다. 우리가 매수되었고, 국왕 주변의 교황주의자와 다른 사람들에 의해 배신당했다는 말이었다. 포병대가 너무나 뒤처져서 채텀이나 업노어성에는 어떤 때까지도 화약이 없었고, 포차는 모두 부서졌다고 외쳤다. 레그는 교황주의자라고 했다. 엘리자베스 여왕이 지은 오래되고 훌륭한 업노어성이 최근 무시당했다고 했다. 채텀에 있는 배들이 더 상류로 옮겨지지 않았다고 했다. 사람들은 우리가 졌다고 생각하고, 가족과 귀중품을 도시에서 옮기고 있었다. 그리고 프랑스군이 됭케르크로 군대를 이끌고 내려왔으니, 그것은 우리를 침략하려는 것이고, 우리가 침략당할 것이라고 정말로 생각하고 있었다.
그리고 훨씬 더 나쁜 소식이 전해진다. "늦은 밤, 이웃인 구리장이 허드슨 씨가 와서 말하길, 그는 오늘 저녁 5시에 채텀에서 왔는데, 오후에 '로열 제임스', '오크', '런던'이 적의 화선에 불타는 것을 보았다고 한다. 두세 척의 군함이 그들과 함께 왔고, 업노어성의 포격은 파리만큼도 여기지 않았다고 한다(...)."
14일에는 전날 있었던 사건에 대한 더 자세한 내용이 알려지는데, 이는 선원들의 사기를 보여준다. "[그는] 네덜란드 함선에 승선한 많은 영국인들이 서로 영어로 말하는 것을 들었는데, 그들은 울면서 '우리는 예전에는 표를 위해 싸웠지만, 이제는 탈러를 위해 싸운다!'라고 외치며, 아무개는 어떻게 지내는지 묻고 자신들을 그들에게 알리고 싶어 했다. 이는 슬픈 고려 사항이다." 그리고 찰스에 대한 사람들의 분위기는 "어제 웨스트민스터 길거리에서 대놓고 '의회! 의회!'라고 외쳤다. 그리고 나는 이러한 잘못된 처사에 대해 피로 대가를 치러야 할 것이라고 믿는다."

## 네덜란드군의 철수

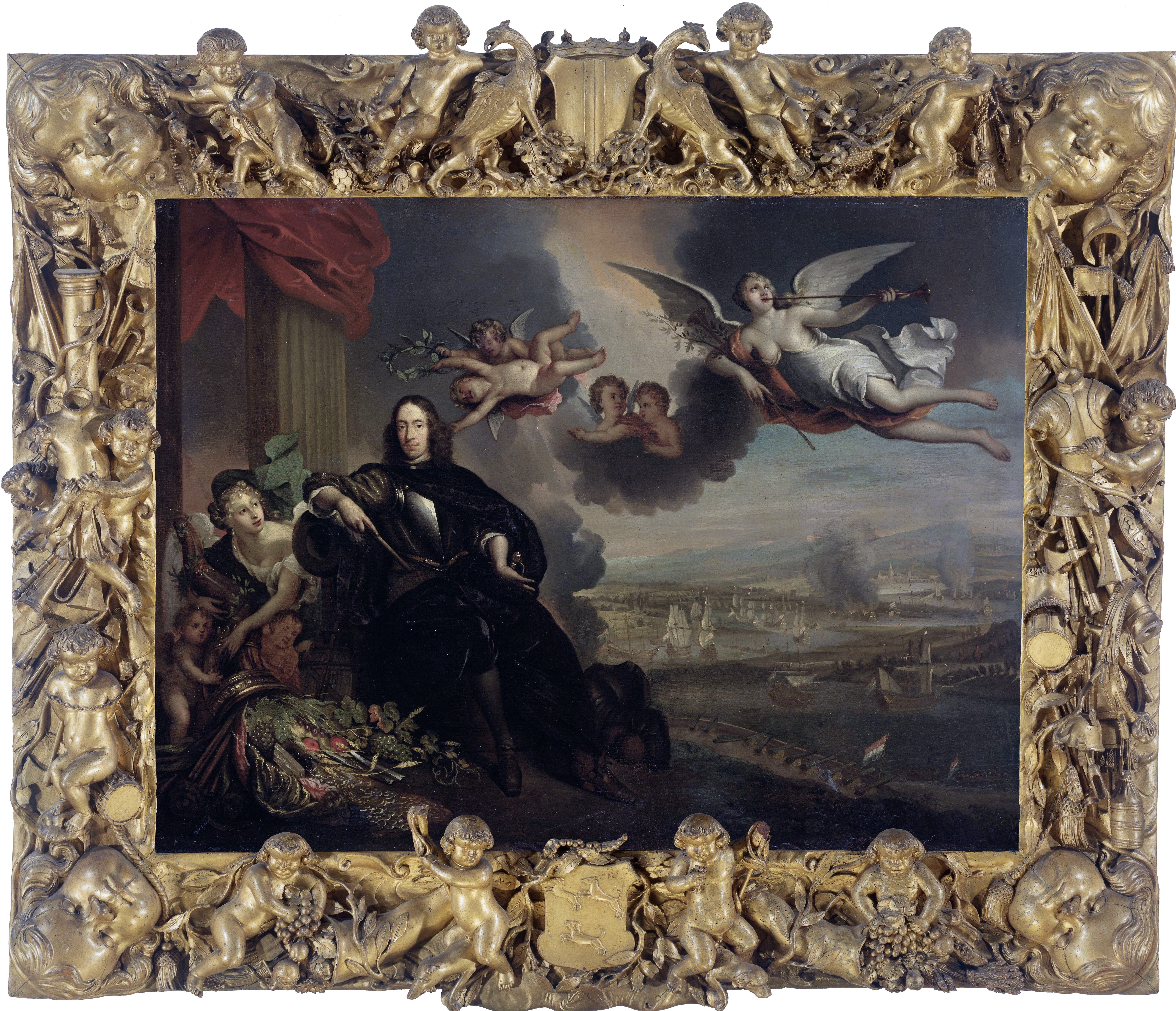
코르넬리스 더빗을 묘사한 해상 승리화의 사본

강력한 영국군의 저항을 예상한 코르넬리스 더빗은 6월 14일 더 이상 진격하지 않고 철수하기로 결정했으며, 로열 찰스호를 전리품으로 예인했다. 유니티호 또한 포획 승무원과 함께 옮겨졌다. 이 결정으로 침몰되었던 주력함 로열 캐서린, 유니콘, 빅토리, 세인트 조지는 구원되었다. 그러나 네덜란드 선원들은 자신들의 보상금을 확보하기 위해 닿을 수 있는 모든 영국 선박에 노를 저어 불을 질렀다. 심지어 한 배는 왕실의 로열 오크호, 로열 제임스호, 로열 런던호의 수면 위로 남은 것이 없도록 다시 부두로 들어가 확인했다. 다른 배는 상선 슬로트 판 호닝겐호에 불을 질렀는데, 이 귀중한 배를 인양할 계획이었다. 우연히도 채텀 해군 공창의 해안 시설은 네덜란드 선박이 부두에 도달하지 못하여 파괴를 면했다. 이 부두의 생존은 영국 왕립 해군이 침몰한 선박을 수리할 수 있게 해주었다. 영국 마을들은 약탈당했다—그들 자신의 군대에 의해.
네덜란드 함대는 "정당한 자기 방어 전쟁에서의 위대한 승리"에 대해 공동으로 하느님께 감사하며 축하한 후, 영국 동해안의 여러 다른 항구를 공격하여 성공을 재현하려고 시도했지만 매번 격퇴되었다. 6월 27일, 그레이브젠드 너머 템스강 진입 시도는 강이 폐선으로 막혀 있고 5척의 화선이 네덜란드군의 공격을 기다리고 있다는 사실이 알려지자 취소되었다. 7월 2일, 네덜란드 해병대가 우드브리지 북쪽 하위치 근처에 상륙하여 랜드가드 요새의 증원을 성공적으로 막았지만, 1500명의 해병대에 의한 요새에 대한 직접 공격은 수비대에 의해 격퇴되었다. 7월 3일, 오슬리 만 공격은 실패했다. 7월 21일 율리우스력으로 평화 조약이 체결되었다.
그러나 새뮤얼 피프스는 1667년 7월 19일 일기에 여전히 다음과 같이 기록한다.
네덜란드 함대는 여전히 하위치 주변의 모든 곳에 대규모 전대로 있으며, 최근에는 포츠머스에 있었고, 최근 편지에는 플리머스에 있었다가 이제 다트머스로 가서 최근 그곳에 도착한 우리 지중해 함대를 파괴하려 한다고 한다. 하지만 그들이 우리에게 해를 입힐 수 있을지는 아무도 모르지만, 며칠 전 네덜란드 함대가 여러 곳에 있다는 소식이 너무나 빨리 전해져서 윌리엄 배턴 경이 식탁에서 '젠장, 네덜란드 놈들이 악마처럼 많구만' 하고 외쳤다.
그리고 1667년 7월 29일: "그래서 모든 면에서, 지혜, 용기, 힘, 우리 수로에 대한 지식, 그리고 성공에 있어서 네덜란드군이 우리보다 우위에 있으며, 그들은 자신들의 승리로 전쟁을 끝낸다."

## 여파

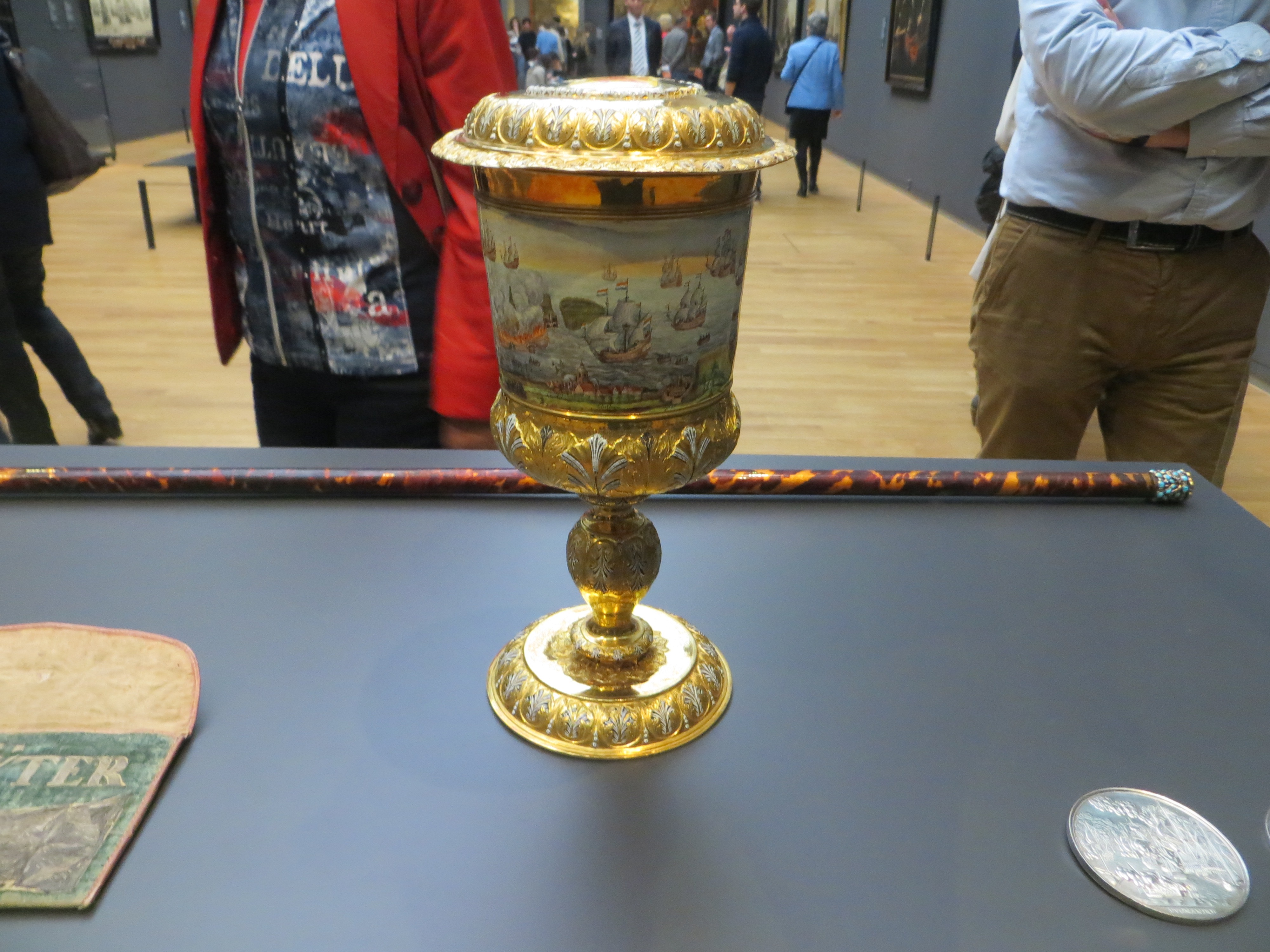
미힐 더 라위터르는 1667년 메드웨이 해전의 공로로 이 정교한 잔을 포상받았다. 이 잔은 암스테르담 국립미술관에서 볼 수 있다.

부두 관리자 존 노먼은 이 습격으로 인한 피해를 약 2만 파운드로 추산했으며, 이는 손실된 주력함 4척의 교체 비용과는 별개였다. 영국 왕립 해군의 총 손실은 약 20만 파운드에 달했을 것이다. 펫은 희생양이 되어 5천 파운드의 보석금을 내고 직위에서 해제되었으며, 그의 이전 경고를 무시했던 사람들은 조용히 모든 비난을 피했다. 로열 제임스호, 로열 오크호, 로열 런던호는 결국 인양되어 재건되었지만, 막대한 비용이 들었고 런던 시가 그 비용을 분담하기를 거부하자 찰스는 후자의 함선 이름을 단순한 런던호로 변경했다. 몇 년 동안 영국 함대는 습격으로 인한 손실 때문에 어려움을 겪었지만, 1670년경 새로운 건조 계획으로 영국 해군은 이전의 전력을 회복했다.

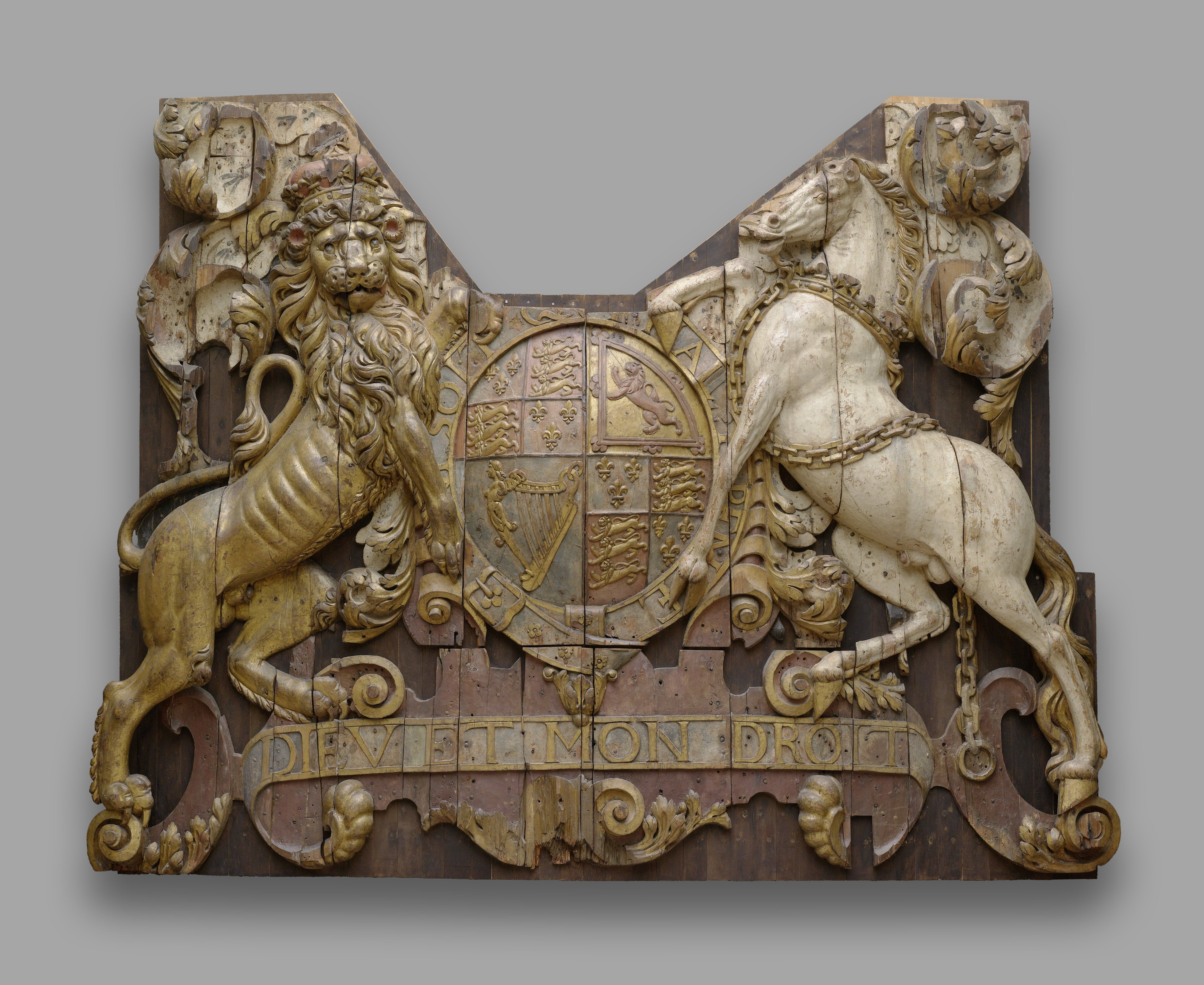
암스테르담 국립미술관에 보존된 로열 찰스호의 선미

메드웨이 습격은 영국 왕실의 명성에 심각한 타격을 입혔다. 찰스는 평화 협상이 진행 중인 동안 네덜란드군이 자신의 함대를 정박해 둔 채 공격했다는 사실에 개인적으로 모욕감을 느꼈다. 그의 분노는 그가 프랑스 국왕 루이 14세와 비밀 도버 조약을 맺게 된 계기가 되어 제3차 영국-네덜란드 전쟁의 원인 중 하나가 되었다. 19세기에 여러 영국 작가들은 이 주제를 확장하여 네덜란드군이 1666년의 패배 이후 평화를 청원했다고 주장했지만—실제로 이 패배는 오히려 그들을 더 호전적으로 만들었음에도 불구하고—영국을 배신적으로 공격함으로써 승리를 거둘 수 있었다고 주장했다. 그 예로는 소설가 G. A. 헨티가 1895년에 쓴 "런던이 불탈 때"가 있다. 단기적으로는 대법관 제1대 클래런던 백작 에드워드 하이드가 희생양이 되어 탄핵당하고 망명길에 올랐다.
네덜란드군의 총 손실은 소모된 화선 8척과 약 50명의 사상자였다. 네덜란드 공화국 국민들은 승리에 환호했고, 많은 축제가 열렸으며, 함대가 10월에 돌아왔을 때 반복되어 여러 제독들은 영웅으로 추앙받았다. 그들은 율로지의 홍수와 네덜란드 의회 및 지방 정부로부터 명예 황금 사슬과 연금을 받았다. 더 라위터르, 코르넬리스 더빗, 판 겐트는 니콜라에스 로커만이 제작한 귀한 에나멜 황금 잔을 받았는데, 이는 사건을 묘사하고 있었다. 코르넬리스 더빗은 자신을 주역으로 한 대규모 "해상 승리" 그림을 그리게 하여 도르드레흐트 시청에 전시했다. 더빗의 국가 파벌의 이러한 승리주의는 경쟁 오라녜파의 분노를 불러일으켰고, 1672년 재앙의 해에 더빗 정권이 권력을 잃었을 때, 찰스가 몇 년간 그림을 제거할 것을 주장한 후 코르넬리스의 머리는 그림에서 의례적으로 도려내졌다.
로열 찰스호는 흘수가 너무 깊어 얕은 네덜란드 해역에서 사용될 수 없었으므로 헬레부트슬라위스 근처에 영구적으로 드라이독되어 관광 명소로 활용되었고, 대규모 단체, 종종 외국 국빈들을 위한 당일 여행이 조직되었다. 찰스가 이것이 자신의 명예를 모욕한다고 격렬히 항의하자, 공식 방문은 중단되었고 로열 찰스호는 결국 1672년에 선박 해체되었다. 그러나 선미의 일부, 문장과 사자와 유니콘 그리고 왕실 문구 신과 나의 권리가 새겨져 있는 부분은 찰스가 이전에 제거를 요구했기 때문에 보존되었으며, 1883년부터 암스테르담 국립미술관의 지하 저장고에 전시되어 있다.
2012년 3월 14일, 선미는 당시 네덜란드 왕세자 빌럼알렉산더르가 동행하여 네덜란드 왕립 해군 초계함 홀란트호를 타고 영국으로 운송되었으며, 엘리자베스 2세 즉위 60주년을 기념하여 그리니치의 국립해양박물관에서 열린 '왕실의 강: 권력, 화려함과 템스강' 전시회의 일부로 임시 대여 형식으로 전시되었다.

## 갤러리

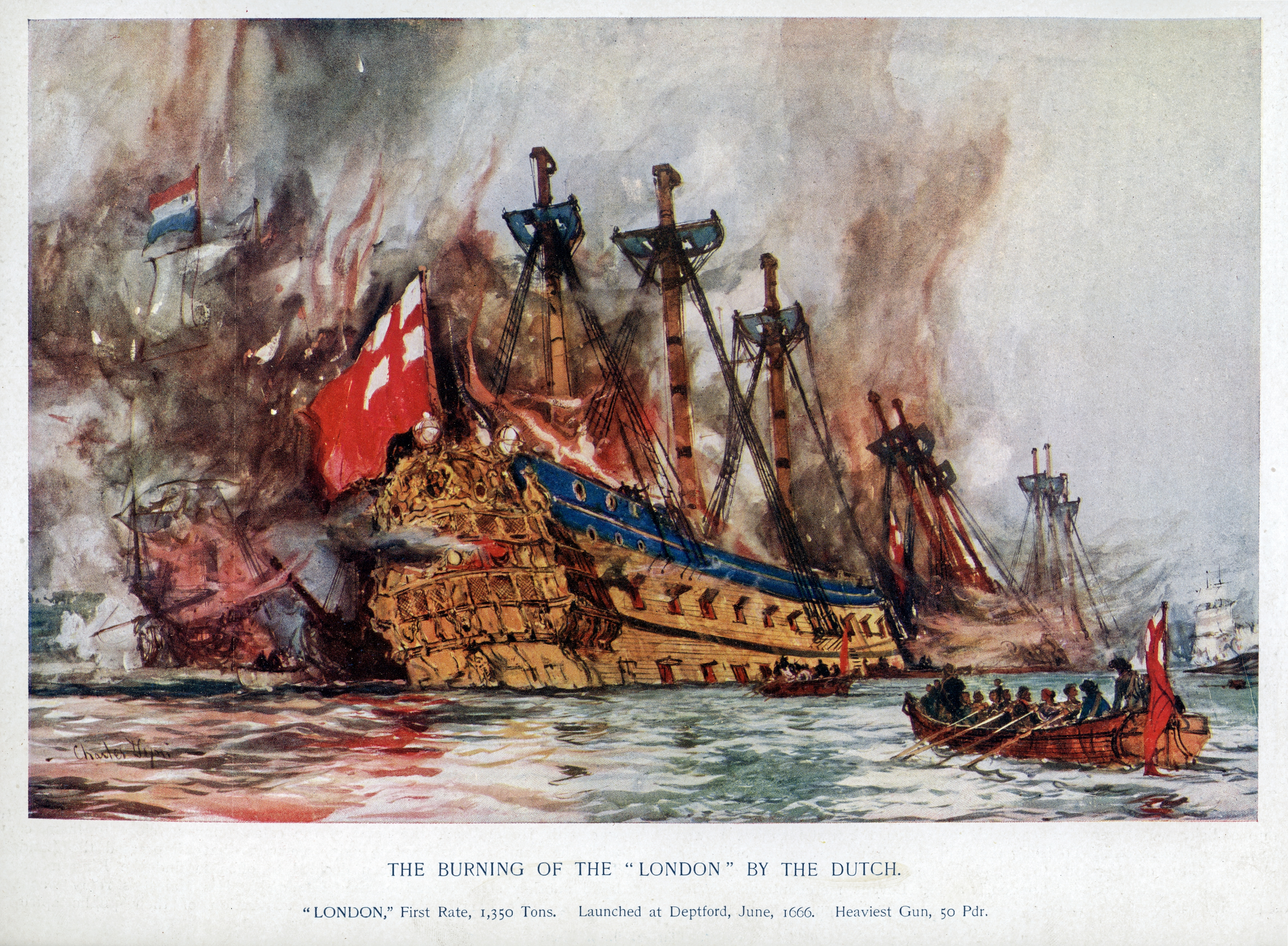
찰스 에드워드 딕슨
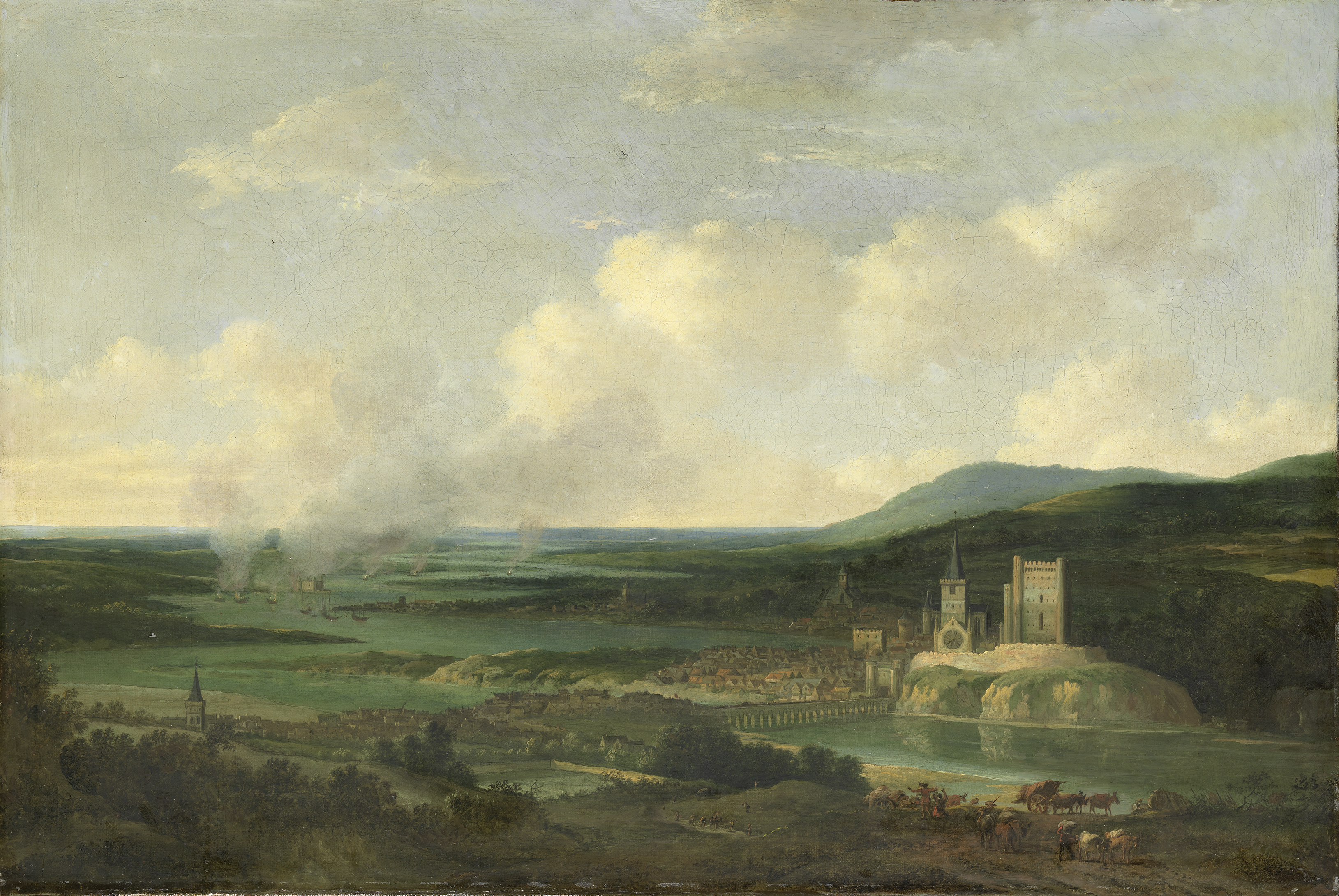
빌렘 셸링크스
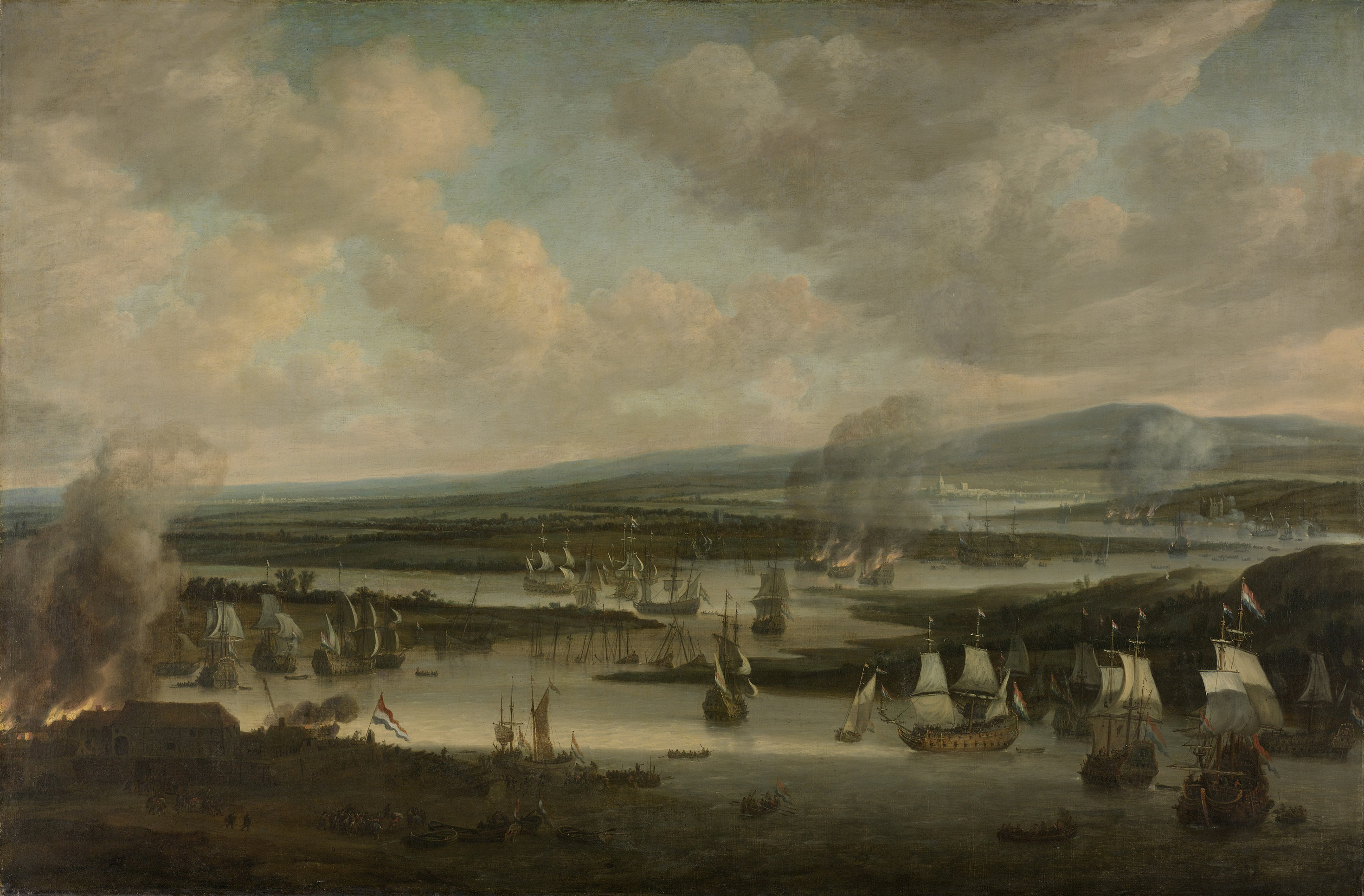
빌렘 셸링크스
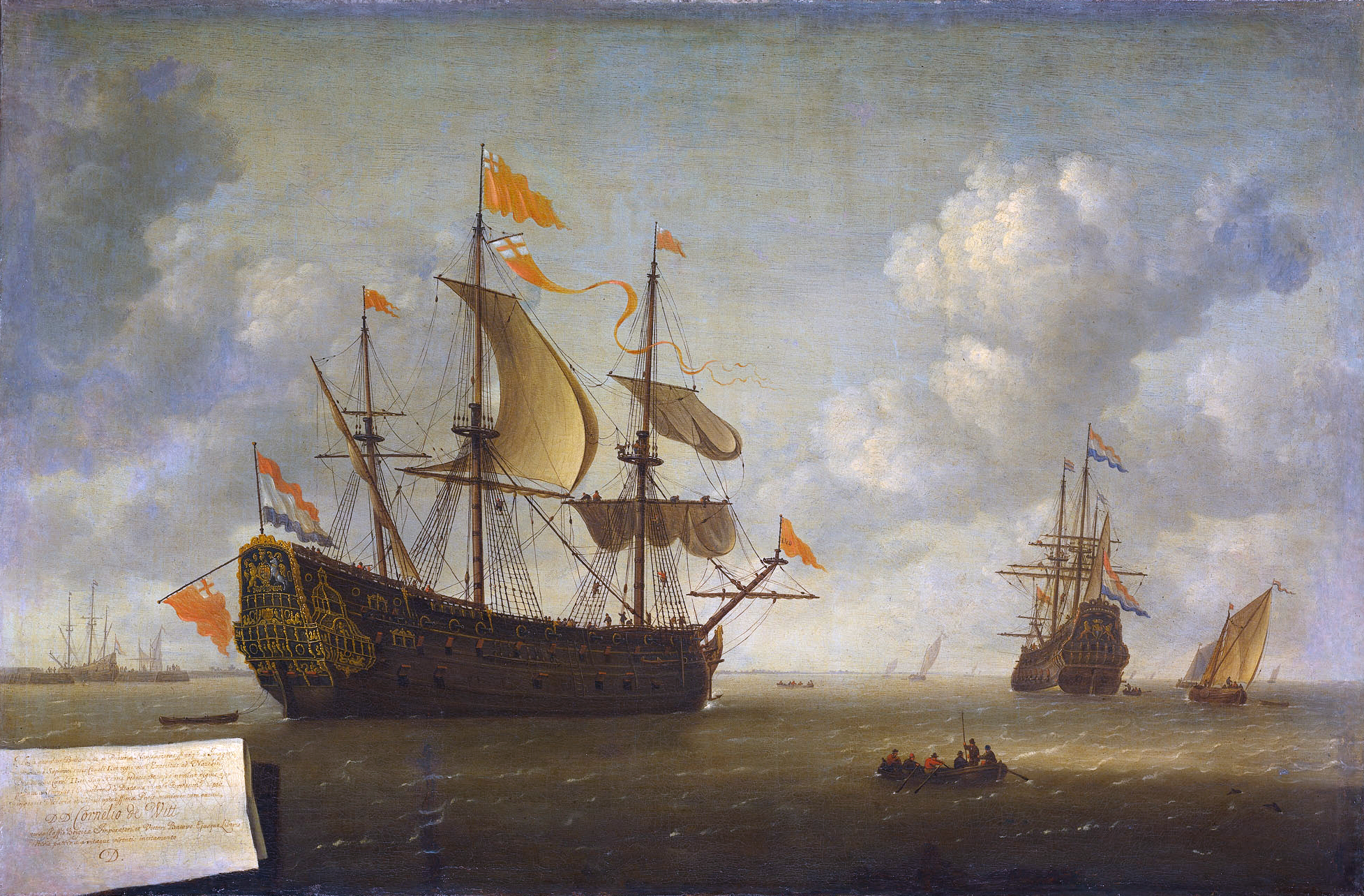
제로니무스 판 디스트 2세
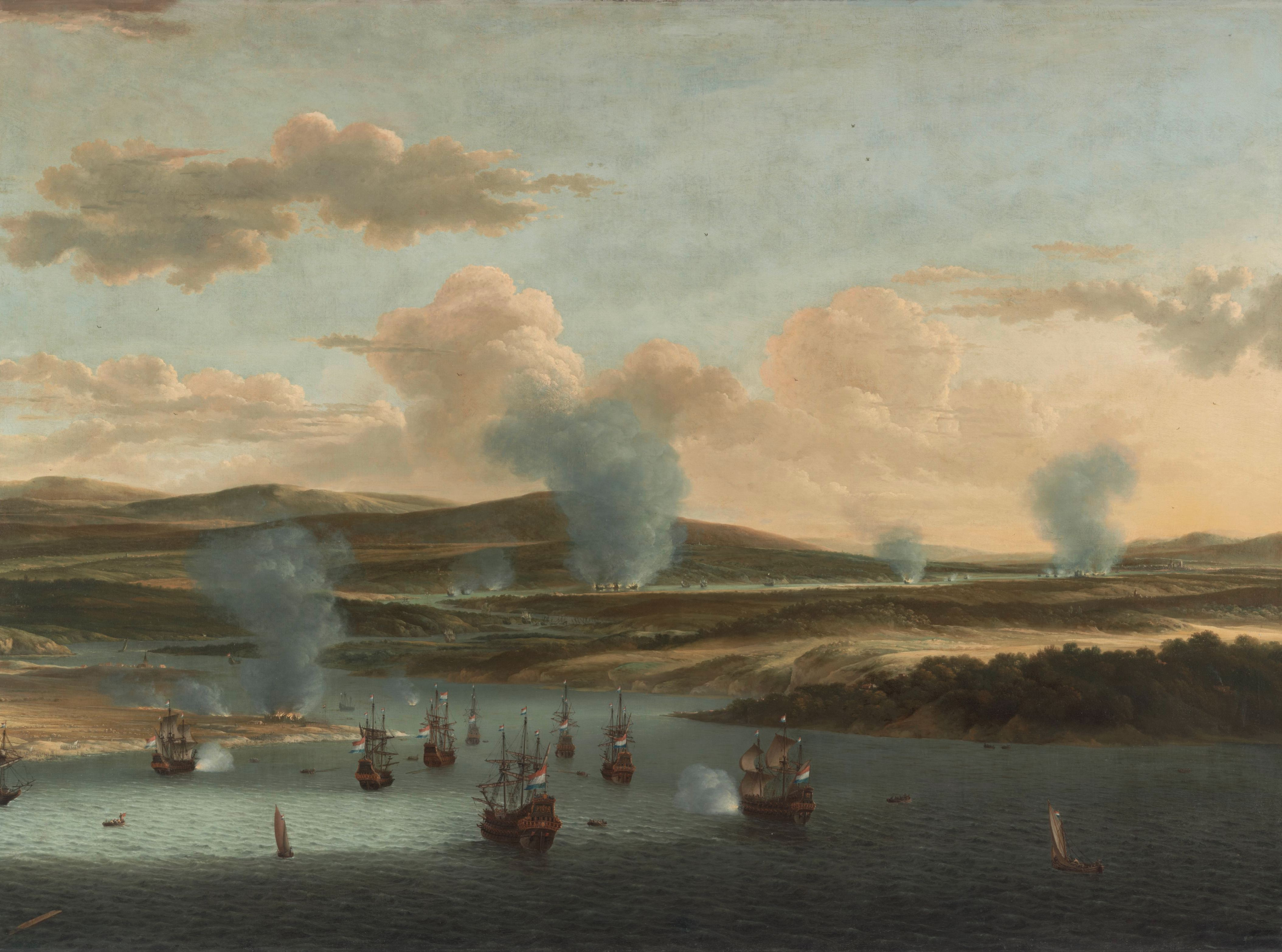
빌렘 셸링크스
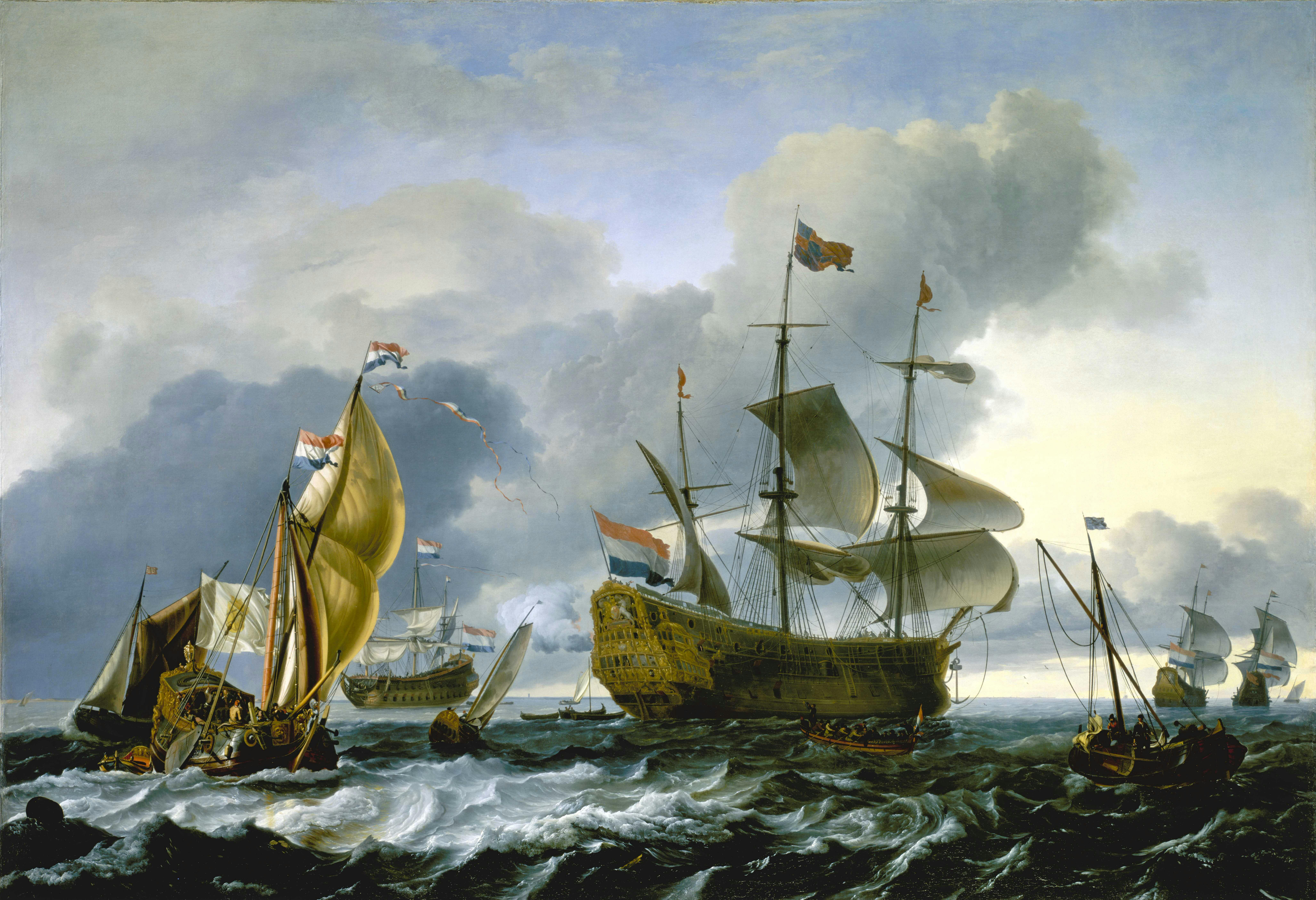
루돌프 바크하위선
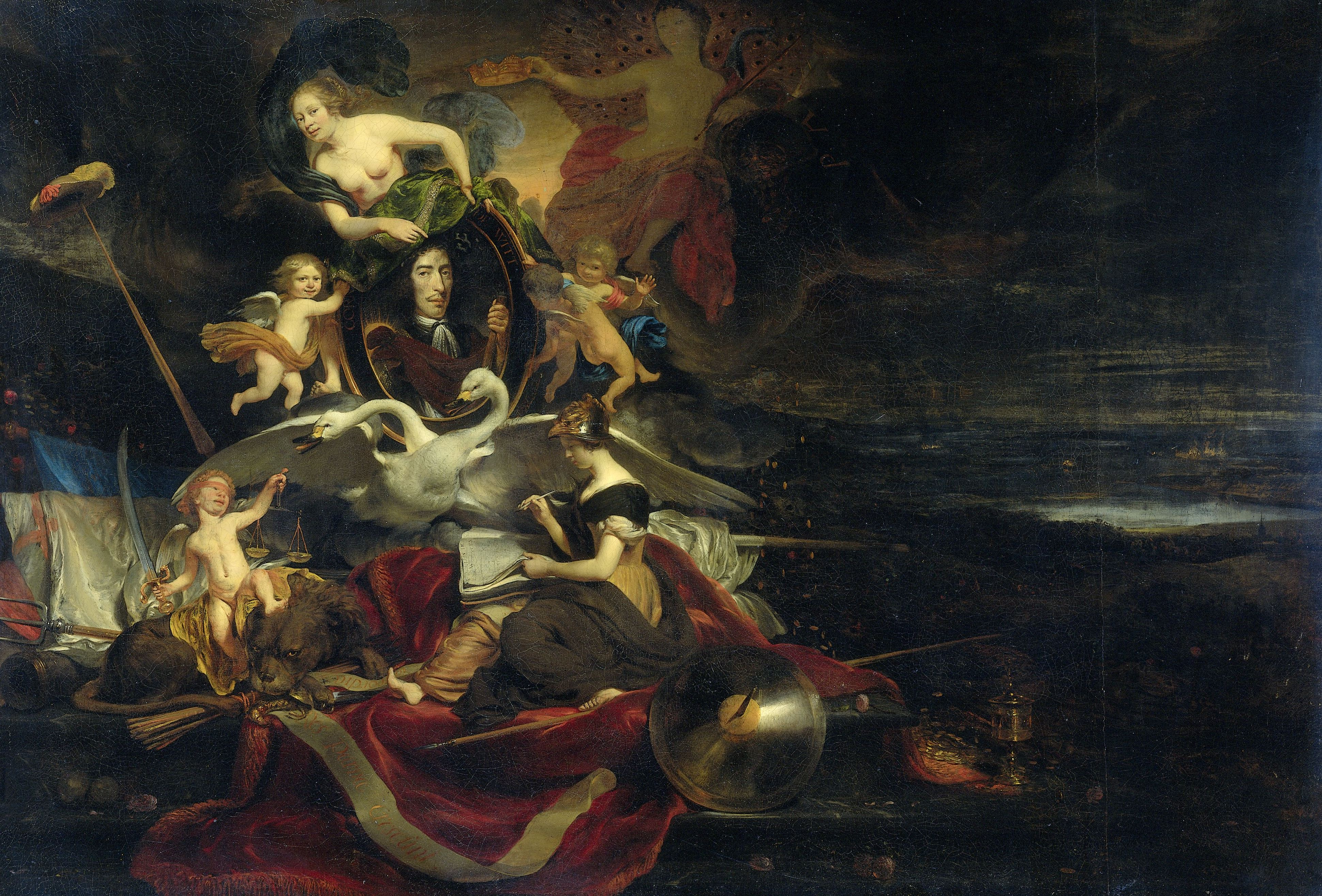
코르넬리스 비숍
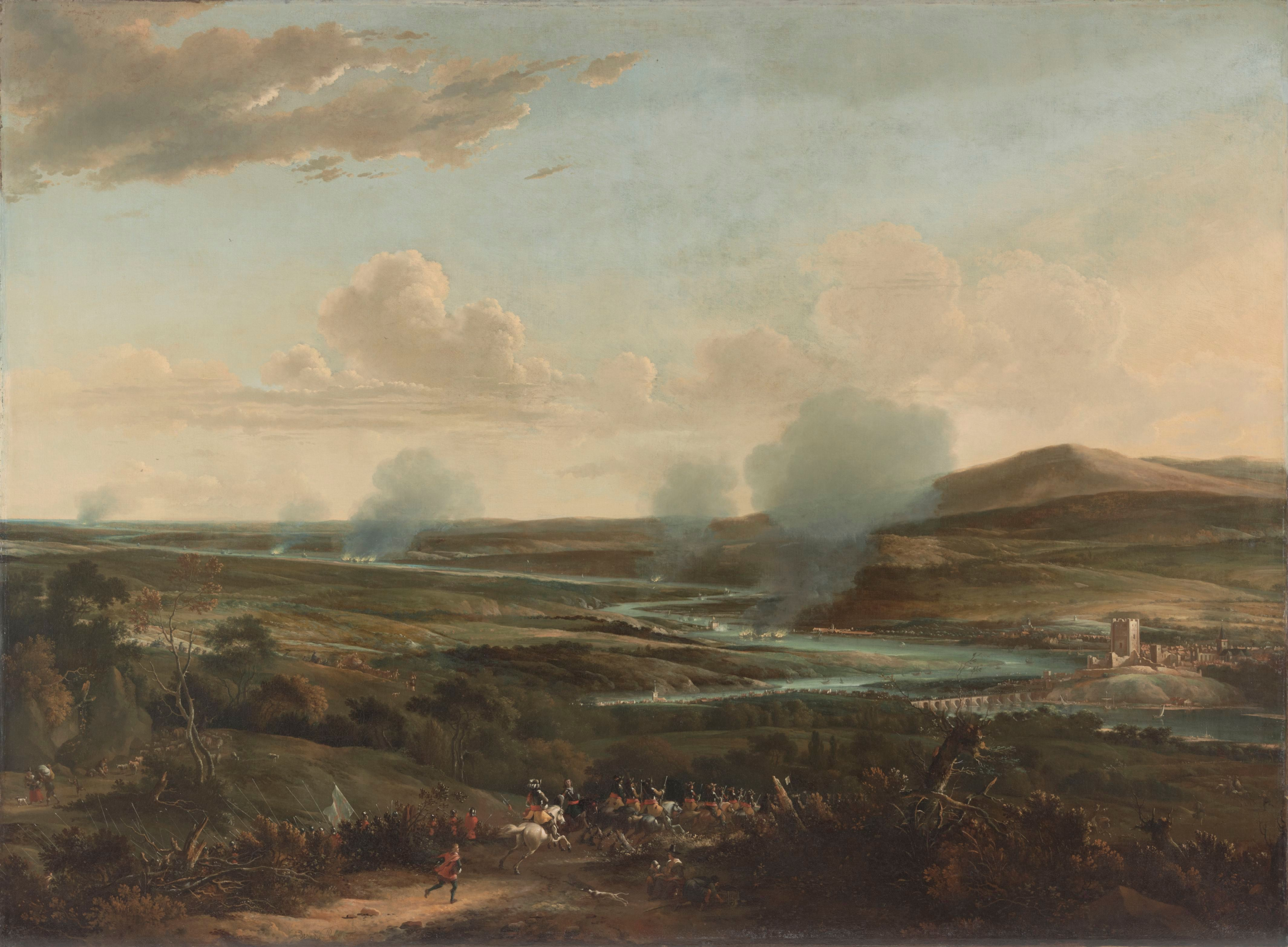
빌렘 셸링크스
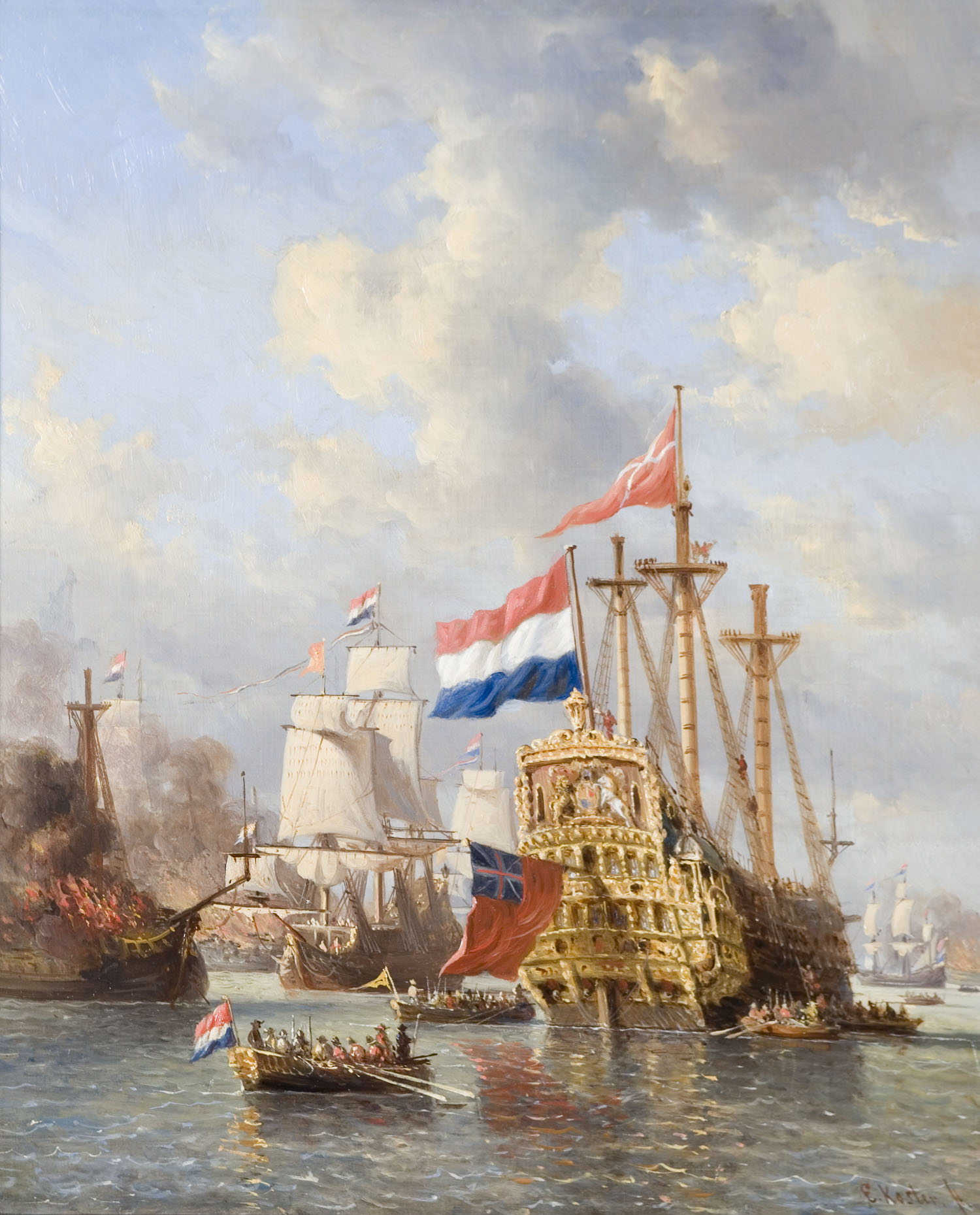
에버하르뒤스 코스터
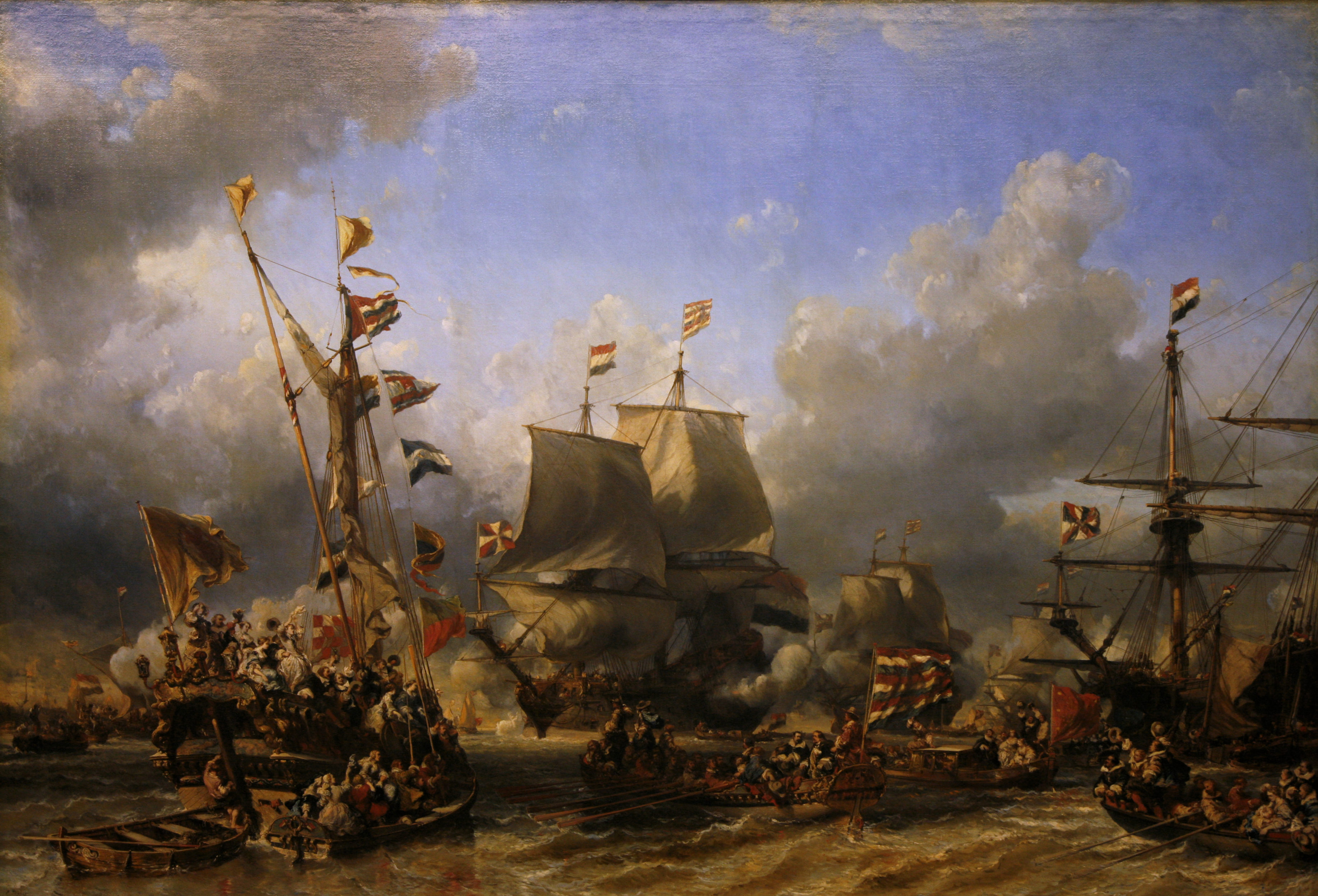
외젠 이사베
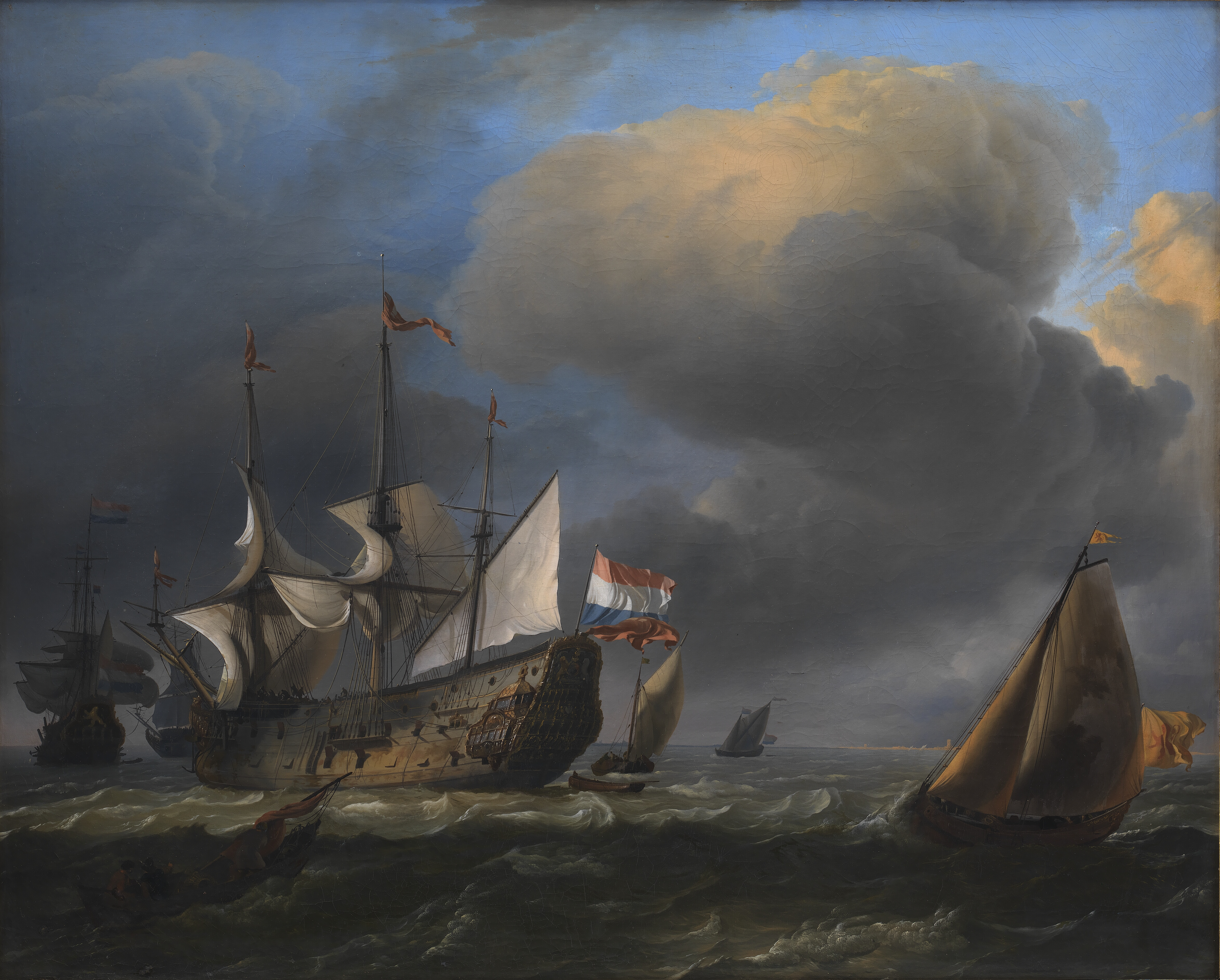
루돌프 바크하위선

## 기념

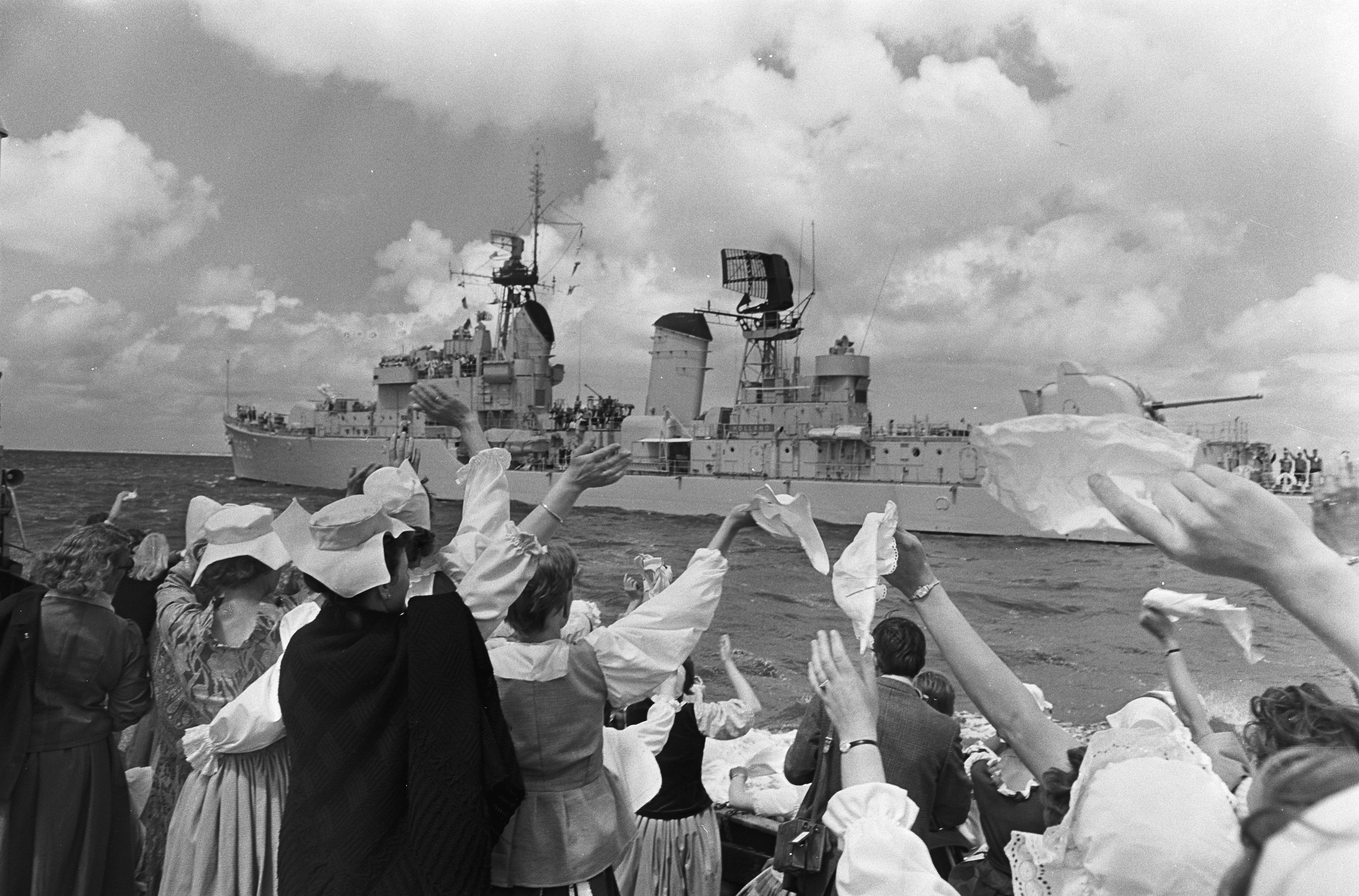
1967년 헬더르를 떠나 채텀으로 향하는

1967년 6월, 네덜란드 구축함 홀란트는 메드웨이 습격 300주년을 기념하기 위해 의상 재연자들이 탑승한 채 채텀을 예방했다.

## 관련 문헌
- Charles Ralph Boxer: The Anglo-Dutch Wars of the 17th Century, Her Majesty's Stationery Office, London 1974.
- Coox, Alvin D. (1949). 《The Dutch Invasion of England: 1667》. 《Military Affairs》 13. 223–233쪽. doi:10.2307/1982741. JSTOR 1982741.
- Frank L. Fox: A distant Storm – The Four Days' Battle of 1666, the greatest sea fight of the age of sail, Press of Sail Publications, Rotherfield/ East Sussex 1996, ISBN 0-948864-29-X.
- Helmut Diwald: Der Kampf um die Weltmeere, München/ Zürich 1980, ISBN 3-426-26030-1.
- Roger Hainsworth / Christine Churchers: The Anglo-Dutch Naval Wars 1652–1674, Sutton Publishing Limited, Thrupp/ Stroud/ Gloucestershire 1998, ISBN 0-7509-1787-3.
- James R. Jones: The Anglo-Dutch Wars of the Seventeenth Century, Longman House, London/ New York 1996, ISBN 0-582-05631-4.
- Brian Lavery: The Ship of the Line, Bd.1, Conway Maritime Press, 1983, ISBN 0-85177-252-8.
- 찰스 맥팔레인: The Dutch on the Medway, James Clarke & Co., 1897.
- Alfred Thayer Mahan: Der Einfluß der Seemacht auf die Geschichte 1660–1812, Herford 1967.
- Alexander Meurer: Seekriegsgeschichte in Umrissen, Leipzig 1942.
- N. A. M. 로저: The Command of the Ocean: A Naval History of Britain 1649–1815, New York, 2004 ISBN 0-393-32847-3
- P. G. Rogers: The Dutch on the Medway Oxford University Press, Oxford 1970, ISBN 0-19-215185-1.
- Age Scheffer: Roemruchte jaren van onze vloot, Baarn 1966